# Wattenmeer (Nordsee)

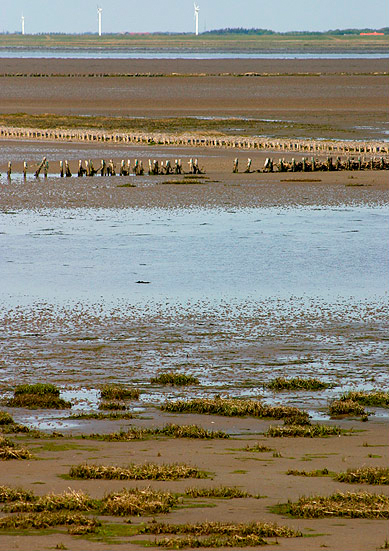
Das Watt ist gekennzeichnet durch stetigen Wechsel von Wasser und Land

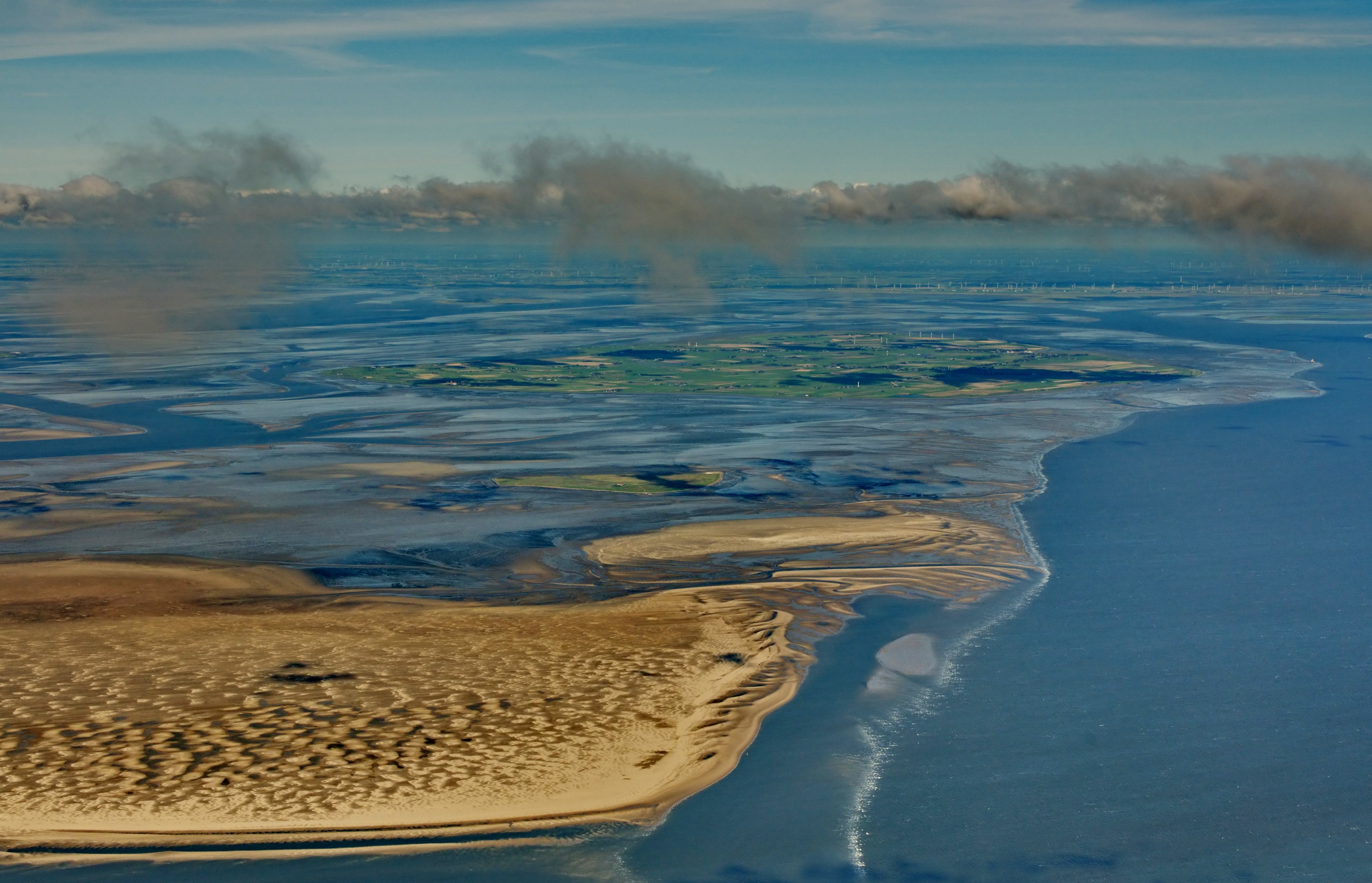
Nordfriesisches Wattenmeer: in der Bildmitte Hallig Süderoog, dahinter die Insel Pellworm, davor Süderoogsand

Das Wattenmeer der Nordsee ist eine im Wirkungsbereich der Gezeiten liegende, etwa 11.500 km² große, rund 500 km lange und bis zu 40 km breite Landschaft zwischen Skallingen, Dänemark, im Nordosten und Den Helder, Niederlande, im Südwesten. Den bei Niedrigwasser freiliegenden Grund der Nordsee bezeichnet man als Watt. Es ist das größte Wattenmeer der Welt und wurde 2009 in die Welterbeliste der UNESCO aufgenommen.
Das Watt wird zweimal am Tag während des Hochwassers überflutet und fällt bei Niedrigwasser wieder trocken, wobei das Wasser oft durch tiefe Ströme (Priele) abfließt. Der zeitliche Abstand zwischen einem Hochwasser und einem Niedrigwasser beträgt durchschnittlich sechs Stunden und zwölf Minuten. Das vor etwa 7500 Jahren entstandene Wattenmeer hat eine der höchsten Primärproduktionsraten in der Welt. Es dient daher vielen Vögeln und Fischen als Rastplatz und Nahrungsquelle.

## Naturschutzrechtliche Einordnung
Fast das gesamte Wattenmeer steht unter Naturschutz. Das nordfriesische Wattenmeer wurde am 22. Januar 1974 als ein 139.000 Hektar großes Naturschutzgebiet ausgewiesen; es war seinerzeit Deutschlands größtes Naturschutzgebiet. Durch diesen Schutzstatus konnte das natürliche Vorland der Hamburger Hallig erhalten und die Eindeichung der Nordstrander Bucht reduziert werden. Dieser Naturschutzstatus erwies sich als wegweisend für die im Jahre 1985 vollzogene Gründung des Nationalparks Wattenmeer. Er gilt als ein Beispiel für erfolgreichen Naturschutz und für eine gelungene Koexistenz des Menschen und der Natur.
Der zu Deutschland gehörende Teil des Nationalparks Wattenmeer besteht aus dem Nationalpark Schleswig-Holsteinisches Wattenmeer, Nationalpark Niedersächsisches Wattenmeer und Nationalpark Hamburgisches Wattenmeer. Nicht zum Nationalpark zählen die großen, als Schifffahrtsrouten wichtigen Flussmündungen einschließlich das Wattgebiet im Gebiet der Freien und Hansestadt Bremen. Der dänische Nationalpark Vadehavet wurde am 16. Oktober 2010 eingeweiht, das Wattenmeer der Niederlande unterliegt einem komplexen Geflecht aus verschiedenen Schutzmaßnahmen.
In der Wattenmeer-Region gibt es drei UNESCO-Biosphärenreservate; dies sind Modellregionen, in denen beispielhaft innovative Ansätze nachhaltiger Entwicklung erprobt und realisiert werden. Diese gliedern sich in
- Biosphärenreservat Schleswig-Holsteinisches Wattenmeer und Halligen
- Biosphärenreservat Hamburgisches Wattenmeer
- Biosphärenreservat Niedersächsisches Wattenmeer

Besonderes Augenmerk liegt dabei auf der nachhaltigen Bewirtschaftung der Inseln und Halligen, der Nutzung regenerativer Energiequellen sowie der Weiterentwicklung eines naturverträglichen Tourismus. Auch Bildungsarbeit im Sinne einer nachhaltigen Entwicklung wird durchgeführt.
Die Nationalparks Schleswig-Holsteinisches Wattenmeer und Niedersächsisches Wattenmeer sowie der niederländische Wattenmeerbereich gehören seit 2009 zum UNESCO-Weltnaturerbe. 2011 wurde auch der Nationalpark Hamburgisches Wattenmeer und 2014 der dänische Nationalpark Vadehavet sowie eine seewärtige Erweiterung in Niedersachsen in die Liste der Weltnaturerbe aufgenommen.
Nach der Bewertung der UNESCO ist das Wattenmeer eines der letzten verbliebenen großräumigen Gezeitenökosysteme, in denen natürliche Prozesse weitgehend ungestört ablaufen. Es besteht aus einem großen, gemäßigten und relativ flachen Küstenfeuchtgebiet mit einer Vielzahl von Übergangslebensräumen mit Gezeitenkanälen, sandigen Untiefen, Seegraswiesen, Muschelbänken, Sandbänken, Wattenmeer, Salzwiesen, Flussmündungen, Stränden und Dünen und beherbergt zahlreiche Pflanzen- und Tierarten, darunter Meeressäuger wie Seehund, Kegelrobbe und Schweinswal.
Die Wattenmeerküste der Nordsee wurde 2006 in die Liste der 77 ausgezeichneten Nationalen Geotope aufgenommen.

## Einflüsse von Geofaktoren

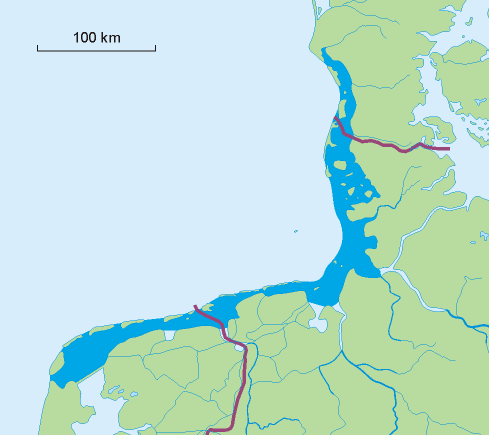
Lage des Wattenmeers in der Deutschen Bucht

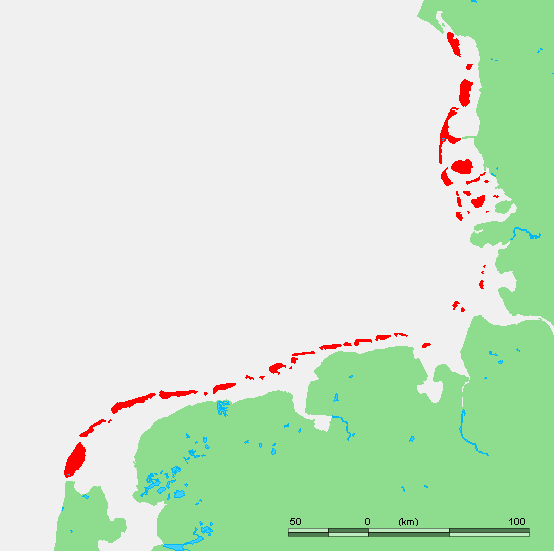
Unterschiedliche Entstehungsgeschichten bedingten unterschiedliche Inselformen im südwestlichen, dem zentralen und dem nördlichen Wattenmeer

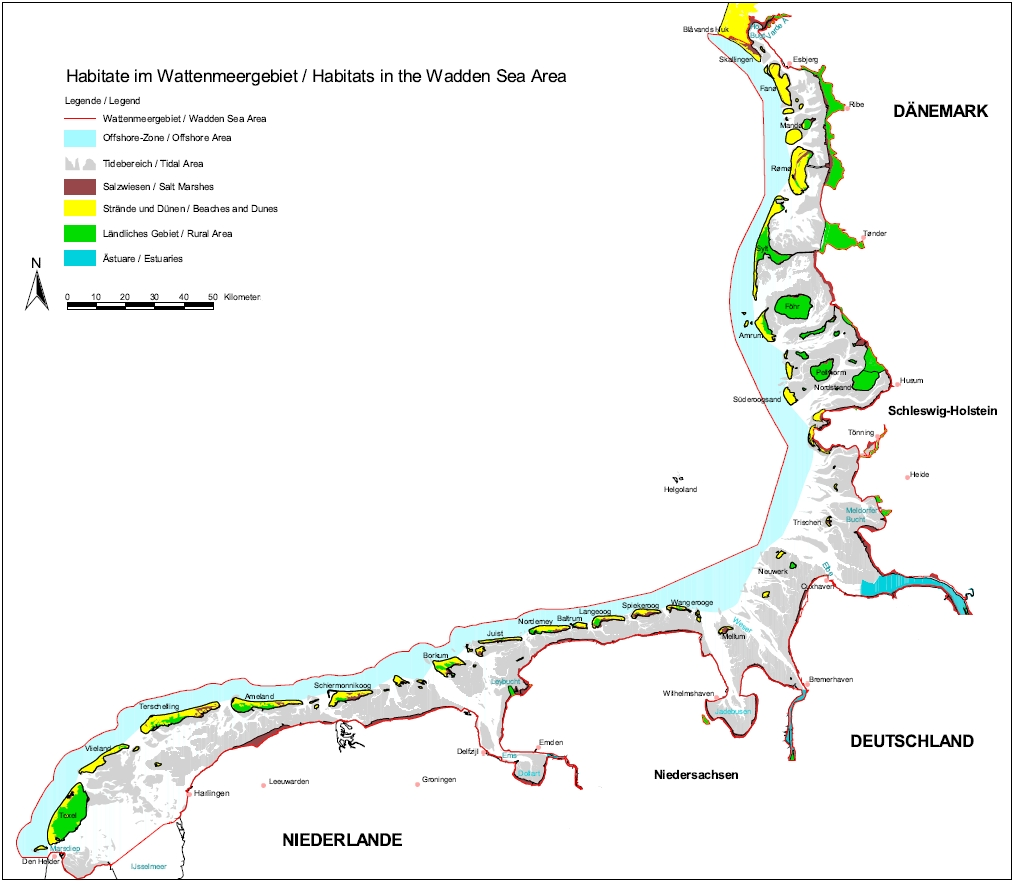
Unterschiedliche Habitate

Das Wattenmeer liegt im südöstlichen Teil der Nordsee in der Deutschen Bucht. Es erstreckt sich entlang der gesamten Küste vom niederländischen Den Helder über die niedersächsische, bremische und schleswig-holsteinische Nordseeküste bis nach Blåvand in Dänemark. Etwa 30 % des Gebiets liegt unter niederländischer, 60 % unter deutscher und etwa zehn Prozent unter dänischer Jurisdiktion.
Das Wattenmeer umfasst rund 50 (friesische) Inseln. Die von Gletschermoränen gebildeten größeren Inseln formen vom südwestlichen Ende des Wattenmeeres bis zu seinem nordöstlichen Ende eine Kette von Barriereinseln. Die weiteren, kleineren Inseln, die innerhalb der Barriereinseln und vor der nordfriesischen Küste liegen, die sogenannten Halligen Marschinseln, sind teilweise Reste einer ehemaligen Salzmarsch, der vom Meer zerstört wurde.

### Südliches Wattenmeer
Im südlichen Teil von Den Helder über die Ems bis hin zur Wesermündung liegt das Wattenmeer hinter Barriereinseln, die aus Sandbänken entstanden sind (Ostfriesische Inseln und Westfriesische Inseln). Die Breite des Wattenmeers reicht hier von sechs Kilometern zwischen den Ostfriesischen Inseln und dem Festland bis hin zu 40 oder 50 Kilometern in großen Buchten wie dem Jadebusen, dem Dollart oder der Leybucht. Teilweise wurden in den Niederlanden auch große Buchten ganz eingedeicht und so dem direkten Einfluss des Meeres entzogen; bekanntestes und größtes Beispiel hierfür ist das IJsselmeer.
Nordwestlich (seewärts) von Texel und von Borkum liegen Gesteinsriffe, die der Erosionskraft der See widerstanden haben. In deren Strömungsschatten konnten sich Sandbänke bilden, aus denen im Laufe der Zeit die West- beziehungsweise Ostfriesischen Inseln entstanden. Durch diese Sandbänke beziehungsweise durch die späteren Inseln war der breite Saum zwischen diesen und dem Festland vor der Brandung geschützt, und Sedimente wurden nicht wieder fortgespült.
Durch die Meeresströmungen bildeten sich Sandbänke, die sich im südlichen Wattenmeer zu Barriereinseln auftürmten (Ostfriesische und Westfriesische Inseln). Dabei verläuft dieser Prozess kontinuierlich. In den letzten Jahrhunderten beispielsweise verschwanden Bant und Buise im Meer, dafür entstanden Memmert und die Kachelotplate. Andere Sandbänke wie Lütje Hörn können sich anscheinend nicht dauerhaft etablieren.
Diese Inseln und Sandbänke schützten die dahinter liegende Küste. Durch Ablagerungen aus den Flüssen und dem Meer, die sich auf dem sehr flachen Küstenprofil ansammelten, entstand Schlick- und Sandwatt. Dabei sind diese Sandbänke umso größer und länger, je weniger ausgeprägt der Unterschied zwischen Hoch- und Niedrigwasser ist. So sind die westlichsten Inseln, die der Nordsee-Amphidromie am Ärmelkanal am nächsten liegen, am größten, während sich im gezeitenverstärkenden Trichter der zentralen Deutschen Bucht nur noch vergleichsweise kleine Sandbänke bilden.

### Zentrales Wattenmeer
Von der Weser- über die Elb- bis zur Eidermündung und nach Eiderstedt erstreckt sich das zentrale Wattenmeer, bei dem Wattenmeer, Nordsee und die Flussmündungen direkt ineinander übergehen. Hier bilden die Gezeiten vor allem Sandbänke, die sich aber kaum zu Inseln entwickeln konnten. Einige kleinere Inseln und Sandbänke wie der Große Knechtsand, Mellum, Neuwerk oder Trischen bilden eine lückenhafte, stark zerbrochene Barriere, in deren Strömungsschatten sich ausgedehnte Wattgebiete entwickelten.
Während die Gestalt des nordfriesischen Wattenmeers maßgeblich durch zahlreiche eiszeitliche Ablagerungen geprägt war, sorgten weiter südlich die schmelzenden Gletscher für den Abtrag von Sedimenten. Das Schmelzwasser, das durch die späteren Mündungsgebiete von Eider, Elbe und Weser floss, trug die Küstenablagerungen ab. Die glaziale Schicht in diesem Bereich des Wattenmeers liegt zehn Meter tiefer unter dem Meeresspiegel als weiter nördlich. Die Priele sind tiefer, zahlreicher und oft mächtiger. Zeitweise reichte die Küste bis direkt an den geschlossenen Geestrand. Die Sedimente, die sich danach hier ablagerten, sind wesentlich jünger als im Norden, die Sedimentschicht ist dicker. Da sich weit weniger Moore und Sümpfe bildeten als im nördlichen Wattenmeer, ist das Land stabiler, einmal gewonnenes Land ist – im Gegensatz zu Nordfriesland – kaum mehr an die See verloren worden.
Hochsand und Sandbänke, die sich hier bilden, sind hochdynamisch und verlagern sich mehrere Meter im Jahr ostwärts auf die Küste zu. Versuche, sie wie in den 1930er Jahren in Trischen zu befestigen, schlugen fehl. Mittlerweile treten die Anlagen, die ursprünglich auf der Ostseite zum Land hin gebaut wurden, am westlichen seewärtigen Watt wieder zu Tage. Sandbänke können hier wie Tötel oder Tertius ganz verschwinden, wenn der Sedimenteintrag nachlässt oder sie auf ihrem Weg zur Küste einen tiefen Priel überqueren mussten. Andererseits legen Beobachtungen der letzten zwanzig Jahre nah, dass sich weiter seewärts auch regelmäßig neue Hochsande bilden, die dann wieder die Reise an die Küste antreten.

### Nördliches Wattenmeer
Nördlich von Eiderstedt bis hin nach Blåvand liegt das nördliche Wattenmeer. Hier befindet sich das Wattenmeer im Schutz der Nordfriesischen Geestkern- und Marscheninseln, die ursprünglich Teil des Festlandes waren und durch Sturmfluten zu Inseln wurden.
Vor ca. 12.000 Jahren, während der Weichsel-Vereisung, lag der Meeresspiegel um 70 bis 100 Meter niedriger als heute, da ein großer Teil des Wassers in Form von Eis gebunden war. Der nun folgende Anstieg infolge der Eisschmelze ließ das Wasser in Richtung der Küste Nordfrieslands vordringen. Zu Beginn des Atlantikums vor etwa 7.500 Jahren wurde das Gebiet der Geestinseln Sylt, Föhr, Amrum sowie der Halbinsel Eiderstedt erreicht. Diesen seewärts vorgelagert existierte bereits eine Sandwallkette (Nehrung), die nun an einigen Stellen durchbrochen und überflutet wurde. Diese befand sich vor ca.  5.000 Jahren im Bereich der heutigen Zwanzig-Meter-Tiefengrenze. Ihre durch Wind und Strömungen nach Osten umgelagerten Reste finden sich bis heute am Kniepsand von Amrum oder an den Außensänden Japsand, Norderoogsand und Süderoogsand. Sichtbar sind diese auch am sogenannten Strandwall auf der Halbinsel Eiderstedt, zwischen St. Peter-Ording und Katharinenheerd, sowie am breiten Sandstrand von St. Peter-Ording. Auch die Geestkerne wurden durch den Meeresspiegelanstieg angenagt und das abbrechende Material durch Strömungen nach Norden und Süden verlagert. Zwischen der Nehrung im Westen und dem sich in Nord-Süd-Richtung mitten durch Schleswig-Holstein ziehenden Endmoränenrücken im Osten bildete sich eine von Fließgewässern durchzogene Landschaft aus Geest-Resten sowie Feucht- und Bruchwäldern und Mooren. Ursache der Moorbildung war das vom Endmoränen-Rücken in Richtung Meer abfließende Regenwasser, das Sedimente aus höher liegenden Geestgebieten mittransportierte bzw. ablagerte und sich an der Barriere der Geestinseln und Nehrungen staute. Dieses Gebiet wurde sodann infolge zeitweiligen Vordringens des Meeres mit Salzwasser durchtränkt, das durch die niedrig gelegenen Abschnitte der Nehrungskette einfloss. Dabei ging die Süßwasservegetation zugrunde, wodurch im ganzen Wattenmeergebiet eine mit Meersalz durchtränkte Torfschicht entstand, die bis zu zwei Meter mächtig wurde. Die um das Jahr 1.000 n. Chr. zugewanderten Friesen haben diese in Kultur genommen, vielerorts entwässert, teilweise auch abgetragen, damit die darunter liegende fruchtbare Alt-Marsch freigelegt und landwirtschaftlich genutzt werden konnte. Salzgewinnung aus der Torfschicht versprach zusätzlichen Gewinn und sicherte hohen Wohlstand. Letztlich trug auch dies zur Absenkung des Bodenniveaus bei, was ursächlich für die in den folgenden Jahrhunderten auftretenden Überschwemmungskatastrophen werden sollte. Noch heute ist diese Moorbildung an vielen Stellen sichtbar: Wenn man im Watt ein Loch gräbt, wird bereits nach wenigen Dezimetern eine schwarz gefärbte Schicht sichtbar.
Reste des ehemaligen Geestwalls bilden die Nordfriesischen Inseln. Ansätze zu Barriereinseln finden sich auch hier, wie etwa der Jordsand, allerdings verhinderten wohl die vorgelagerten Geestkerninseln deren Ausbildung.
Im dänischen Teil des Wattenmeers wiederum gehören die dänischen Wattenmeerinseln zu den Barriereinseln, die sich aus Sandbänken entwickelten. Ähnlich wie andere Barriereinseln sind sie wesentlich flacher als die Geestinseln Nordfrieslands, haben aber wie diese auch an ihrer Ost-/Landseite Marschablagerungen, die in das Wattenmeer übergehen. Während die Küsten von Sylt im Süden des Gebiets und von der Halbinsel Skallingen im Norden jährlich um etwa ein bis zwei Meter zurückweichen, landen diese Sedimente in Fanø und Rømø, wo sich Dünenwälle neu bilden. Sie durchziehen Tidenströme wie Grådyb, Knudedyb, Juvre Dyb und Lister Tief, diese sind Fortsetzungen der Flüsse Kongeå, Ribe Å und Wiedau, sodass die dänische Westküste in Ost-West-Richtung gut, in Nord-Süd-Richtung aber nur sehr schwer zu erschließen ist. Mit der Ho Bugt liegt hier die einzig große Wattenmeerbucht außerhalb des südlichen Wattenmeers.

### Klima

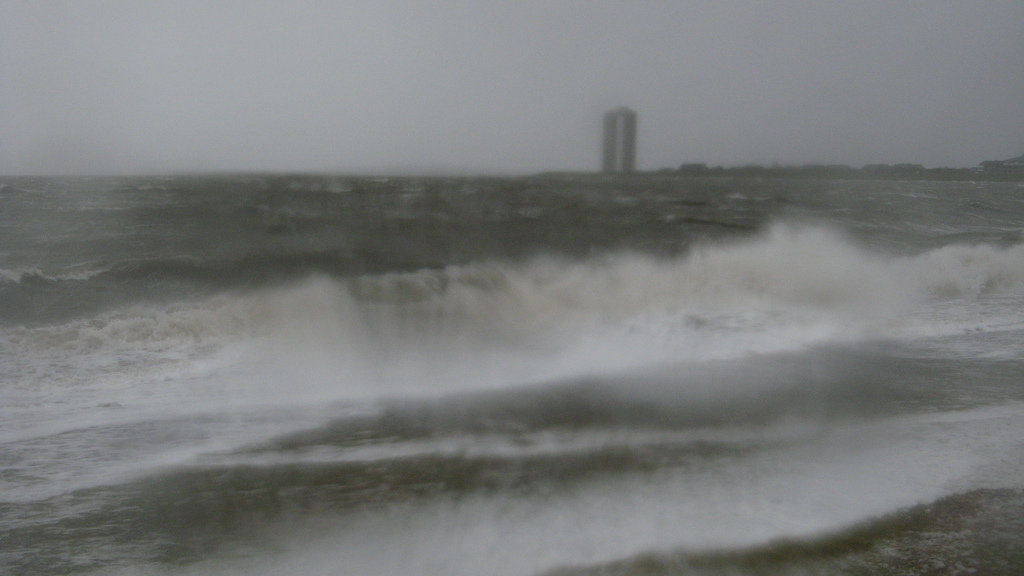
Viel Wasser, viel Wind

Das Wattenmeer liegt in der gemäßigten Klimazone; wichtige Einflussfaktoren sind warmes Atlantikwasser aus dem Nordatlantikstrom und Westwindlagen, deren Stärke seit den 1960er Jahren erheblich zugenommen hat. Dabei unterlagen sowohl Windstärke als auch Windrichtung über die Jahre erheblichen Variationen. So war der sogenannte Katastrophenwinter 1978/79 durch sehr niedrige Windgeschwindigkeiten und kaum in die Nordsee einfließendes Atlantikwasser geprägt. Gerade die Wintertemperaturen scheinen zum größten Teil davon abzuhängen, wie viel Atlantikwasser in die Nordsee gelangt, wobei diese in den letzten Jahren im Durchschnitt klar zugenommen haben.
Nebellagen sind häufig und oft lange anhaltend. Stürme sind ebenso häufig, sie sind allerdings meist kurz und dauern weniger als vier Stunden. Eine Vereisung des Meeres kann vorkommen, ist aber selten und tritt nur im Abstand von mehreren Jahren auf. Die Niederschlagsmenge nimmt von Westen nach Osten zu, liegt bei 200 bis 400 mm im niederländischen Wattenmeer, zwischen 400 und 600 mm im deutschen und dänischen Wattenmeer und bei 800 bis 1000 mm in der Elbmündung.
Die globale Erwärmung wird auf das Wattenmeer erheblichen Einfluss haben, nämlich durch weiteren Anstieg des Meeresspiegels und Veränderungen des Ökosystems Wattenmeer, das ebenso dynamisch wie sensibel auf sich ändernde Einflüsse von außen reagiert. So breiten sich in den letzten Jahren vermehrt Arten aus, die bisher nur weiter südlich zu finden waren, ebenso wie sich die Lebensgewohnheiten alteingesessener Arten teils erheblich ändern.

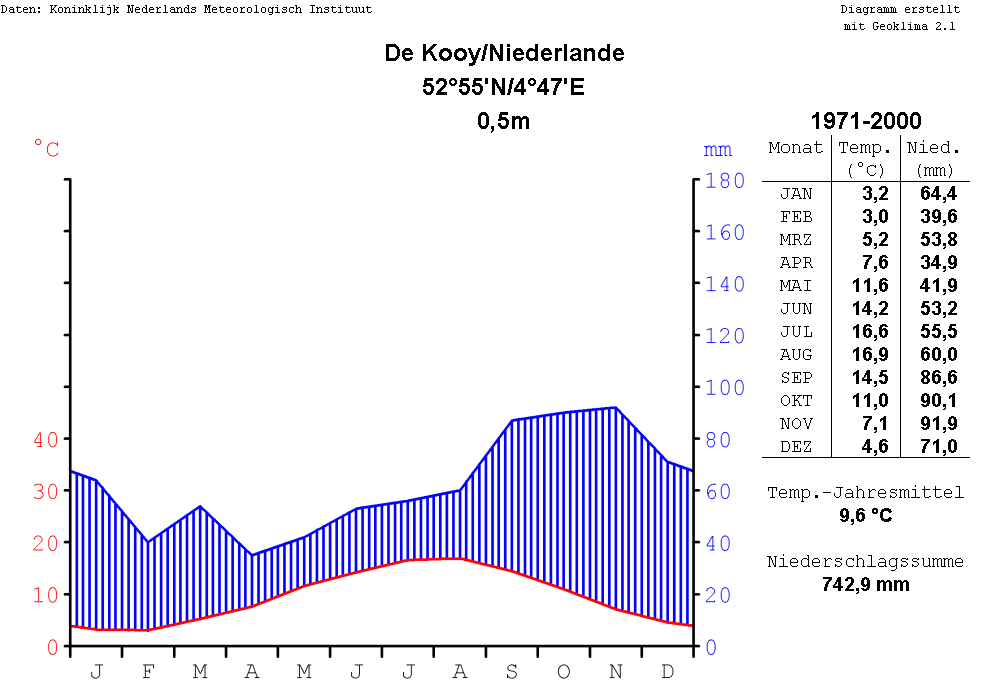
Klimadiagramm von De Kooy (Den Helder), Niederlande
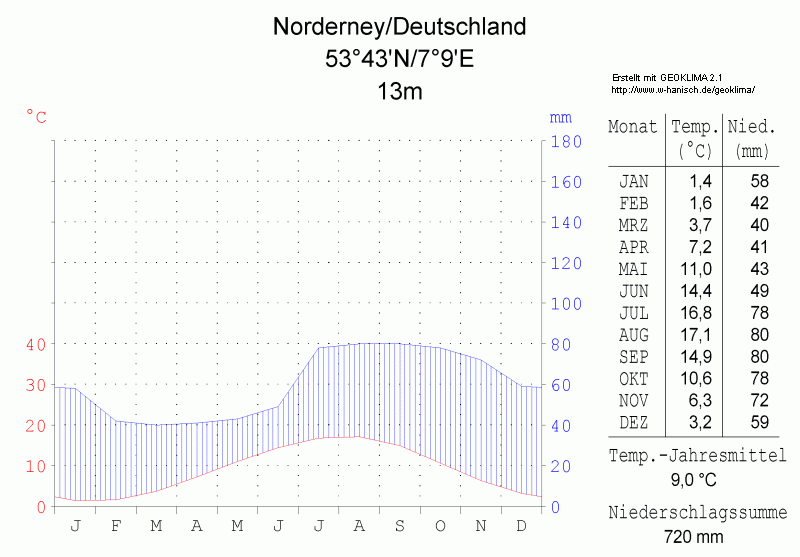
Klimadiagramm von Norderney, Niedersachsen
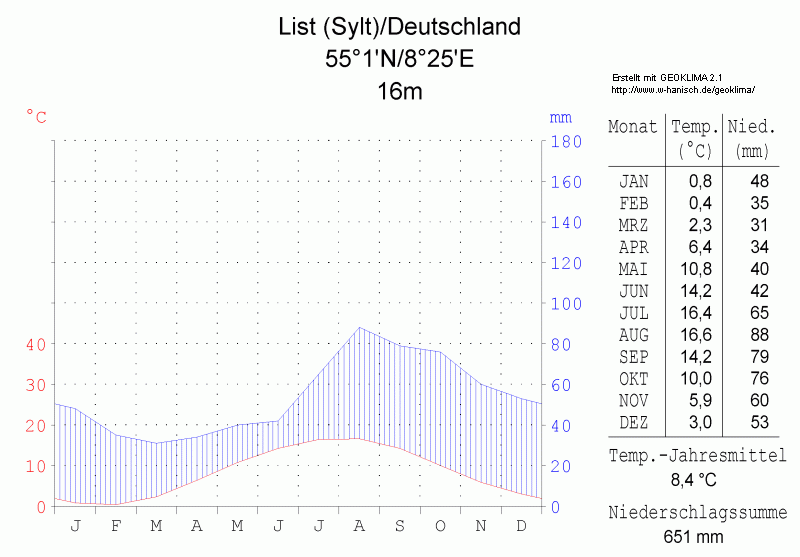
Klimadiagramm von List, Sylt, Schleswig-Holstein
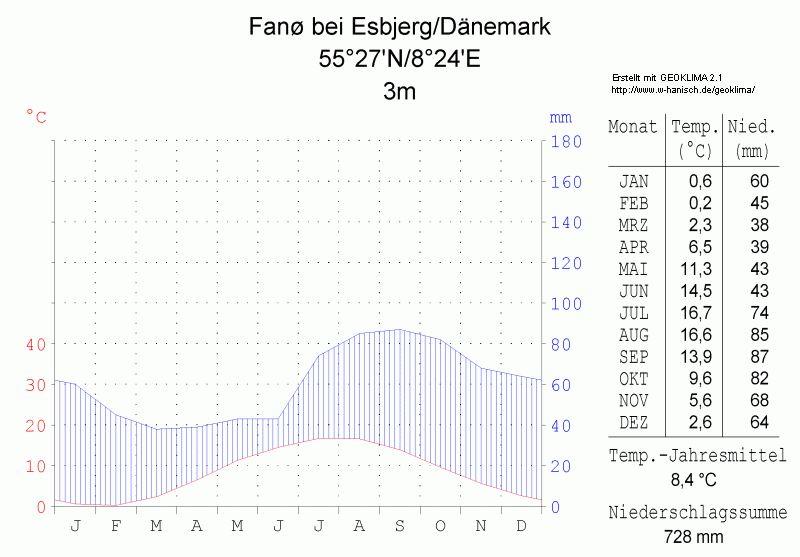
Klimadiagramm von Fanø, Dänemark

## Geologie
Das Wattenmeer der Nordsee ist eine geologisch sehr junge Landschaft, die ihre Entstehung den Eiszeiten verdankt. In dieser Zeit, vor 200.000 Jahren, wechselten sich Kaltzeiten ab mit Zwischeneiszeiten, in denen die mittleren Jahrestemperaturen sogar noch etwas höher lagen als heute. Insbesondere die Ablagerungen aus der Saale-Eiszeit sind im Wattenmeer landschaftsprägend. Es entstand eine durch Moränen und Sander geprägte Landschaft, die von Schmelzwasserrinnen durchzogen war. Diese Ablagerungen bestanden aus Ton, Sand und Kies; es handelt sich um Geschiebemergel, den das Eis bei seiner Bewegung vermengt hat und in der auch große Findlinge vorkommen, wie sie an den Hünengräbern auf Sylt und Föhr sowie an einzelnen Findlingsblöcken im Wattenmeer nordwestlich von Föhr anzutreffen sind. Auch die Steinfelder bei der Insel Texel und das Borkumriff sind Zeugnisse dafür. Dieselben Steinfelder finden sich auch in tieferen Seegaten, wo sie 15 und mehr Meter unter dem Watt liegen und durch kräftige Gezeitenströme angegriffen und mit der Strömung weitertransportiert werden. Dies erklärt die pleistozänen, mit Kieseln durchsetzten sandigen Kernbereiche der heutigen Inseln Sylt, Föhr und Amrum. Dies ist der Naturraum der Geest. Die Gletscher der späteren Weichseleiszeit hingegen bedeckten nur noch Teile des Nordseeraums, von den Gletschern abfließende Wassermassen ebneten die von der Saale-Vereisung hinterlassene Landschaft teilweise ein.
Eine notwendige Bedingung für die Entstehung des Wattenmeers war der Anstieg des Meeresspiegels infolge Drucknachlasses durch das weggeschmolzene Eis. Man schätzt, dass der Meeresspiegel während der Saalevereisung 120 Meter niedriger lag als heute und während der jüngsten Eiszeit, der Weichselvereisung, um 100 Meter niedriger. Das Wattenmeer liegt mit der skandinavischen Halbinsel auf einer Erdplatte. Während der Eiszeit drückte das Gewicht der Gletschermassen Skandinavien nach unten und in einer Wippbewegung das heutige Wattenmeer nach oben (Postglaziale Landhebung). Seit dem Abschmelzen der Gletscher der letzten Eiszeit (ungefähr 10.000 v. Chr.) kam es in Skandinavien zu einer Landhebung von 800 Meter, die südliche Nordseeküste sackte dagegen in einer Ausgleichsbewegung nach unten, womit der Meeresspiegel anstieg.

## Sedimentation im Wattenmeer
Der Prozess, dass sich Teilchen im Wasser absetzen, wird Sedimentation genannt. Seit mehreren tausend Jahren konnten sich immer weitere Sedimente aufeinandertürmen und die flache Küste des Wattenmeeres ausbilden. Die Dynamik des Landanstiegs ist mittlerweile gestoppt. Das Schmelzen der Polarkappen durch den Klimawandel birgt die Gefahr, dass umgekehrt der Wasserspiegel stärker ansteigt als die sedimentierte Landoberfläche. Gelingt es andererseits aber, den Anstieg des Meeresspiegels zu verlangsamen und durch gleichzeitiges Abwachsen des Watts zu überkompensieren, könnten die Inseln und Halligen Nordfrieslands ihre Funktion als Wellenbrecher vor der Küste weiterhin ausüben. Umgekehrt: Steigt der Wasserspiegel zu schnell, würde das Watt überspült und seine schützende wie ökologische Funktion verlieren.
Das Wattenmeer besteht aus drei Zonen: die sublitorale Zone liegt dauerhaft unter Wasser, hier finden sich die großen Gezeitenströme und Seegatten, die das Wattenmeer mit der offenen See verbinden, und flachere Gebiete um diese Gezeitenströme. Die eulitorale Zone ist das eigentliche Watt. Sie liegt über dem Wasserstand bei Niedrigwasser, aber darunter bei Hochwasser und fällt zweimal am Tag trocken. Hier befinden sich Muschelbänke und leben Wattwürmer. Die supralitorale Zone liegt über dem mittleren Tidehochwasser (MThw), wird jedoch bei Springtiden oder Sturmfluten noch überflutet. Hier finden sich Salzwiesen mit ihrer besonderen Flora und Fauna.
Eine weitere wichtige Bedingung für die Entstehung des Wattenmeers ist ein stetiger Sedimentzufluss aus Flüssen und Meeresströmungen, der sich im relativen Schutz der Küste ablagert. Mehrere große flache Flussmündungen wie Ems, Weser, Elbe und Eider bringen Sedimente aus dem Binnenland, die sich dank langsamer Strömungsgeschwindigkeit im flachen Land vor der Küste absetzen können. Die Gezeitendynamik an der südlichen Nordseeküste bedingt, dass das Auflaufen der Flut mit höheren Strömungsgeschwindigkeiten verbunden ist und nur 85 % der Zeit benötigt, die die Ebbe zum Ablaufen braucht. Dadurch kann die Flut Sedimente aus dem tieferen Wasser mitreißen, die die Ebbe aufgrund der niedrigeren Geschwindigkeit nicht wieder aus dem niedrigeren Wasser abtragen kann.
Durch das Ablagern großer Mengen von Sedimenten im Wattenmeer stieg das Land an der Nordseeküste im Laufe der Zeit auf und bildet neues Festland, wo die Salzmarschen genauso wie das Wattenmeer entstanden und im Laufe der Zeit aus der See emporwuchsen. Die Marsch reicht dabei an einigen Stellen bis zu 40 Kilometer in das Binnenland. Zur Entstehung von Watt benötigt es also Bedingungen, bei denen dauerhafte Sedimentablagerung und ein Anstieg des Meeresspiegels so zusammenkommen, dass weder die Sedimente das Land ganz aus dem Meer erheben noch das Meer so schnell steigt, dass die Sedimente dauerhaft unter Wasser liegen.
Das Wattenmeer an der Nordseeküste ist – neben den Hochalpen – die letzte weitgehend naturbelassene Großlandschaft in Mitteleuropa. Diese einmalige Küstenregion ist die größte zusammenhängende Wattenlandschaft der Erde. Die Ablagerungen, die Meeresströmungen und Flussläufe in den Küstenbereich spült, bestehen vor allem aus Sand, Schluff und organischen Ablagerungen, die durch Meeresströmungen und die Gezeiten beständig verlagert und umgepflügt werden.
Im Wattenmeer nimmt dabei der eulitorale Bereich, die Gezeitenzone zwischen der Hoch- und Niedrigwasserlinie, gut 40 % der Fläche ein, davon entfallen 76 % auf Sandwatt, 18 % auf Mischwatt und sechs Prozent auf Schlickwatt. Das Supralitoral nimmt acht Prozent der Fläche ein, während der sublitorale Bereich knapp die Hälfte ausmacht. In den Buchten des Wattenmeers liegt der eulitorale Anteil bei über zwei Dritteln, in den Seegatten und Tidenströmen zwischen Wattenmeer und Nordsee ist er entsprechend geringer. Ausnahmen bilden nur die Sylt-Rømø-Wattenmeerbucht und der Texelstrom, die jeweils durch Dämme vom restlichen Wattenmeer getrennt wurden und nur noch ein Drittel des eulitoralen Bereichs aufweisen.
Über 90 % der Ablagerungen bestehen dabei aus relativ grobkörnigem Sand. Diese kommen von der nordholländischen Küste und von den Stränden der friesischen Inseln und werden mit der West-Ost-Strömung im Watt verteilt. Die restlichen zehn Prozent sind feinkörniger. Sie stammen aus weiter entfernt gelegenen Gegenden wie dem Rhein-Maas-Delta, dem Ärmelkanal, tiefer gelegenen Stellen oder der offenen Nordsee. Sedimente verschiedener Korngröße werden durch die Strömungen an unterschiedlichen Stellen im Watt abgelagert, sodass man das Watt je nach vorherrschendem Sediment in Sandwatt, Mischwatt und Schlickwatt einteilen kann. Generell liegt der grobkörnige Sand dabei an windigeren offeneren Stellen wie beispielsweise den Seeseiten der Inseln, wo er sich zu Sandbänken und Dünen auftürmt, während Schluff sich eher an ruhigen, geschützten Stellen sammelt.
Im Meeresspiegelanstieg kommt der Sedimentation im Wattenmeer eine besondere Rolle zu, da beim Anstieg des mittleren Meeresspiegels die niedrig liegenden Wattgebiete überflutet werden können. So würde das einzigartige Ökosystem Wattenmeer langsam im Meeresspiegelanstieg langsam verloren gehen. Aktuelle Untersuchungen debattieren die topographische Veränderung des Wattenmeers kontrovers. Die meisten Studien kommen jedoch zu dem Schluss, dass sich derzeit Teile des Wattenmeers erstaunlich resilient gegen den Meeresspiegelanstieg zeigen und teilweise sogar schneller anwachsen.

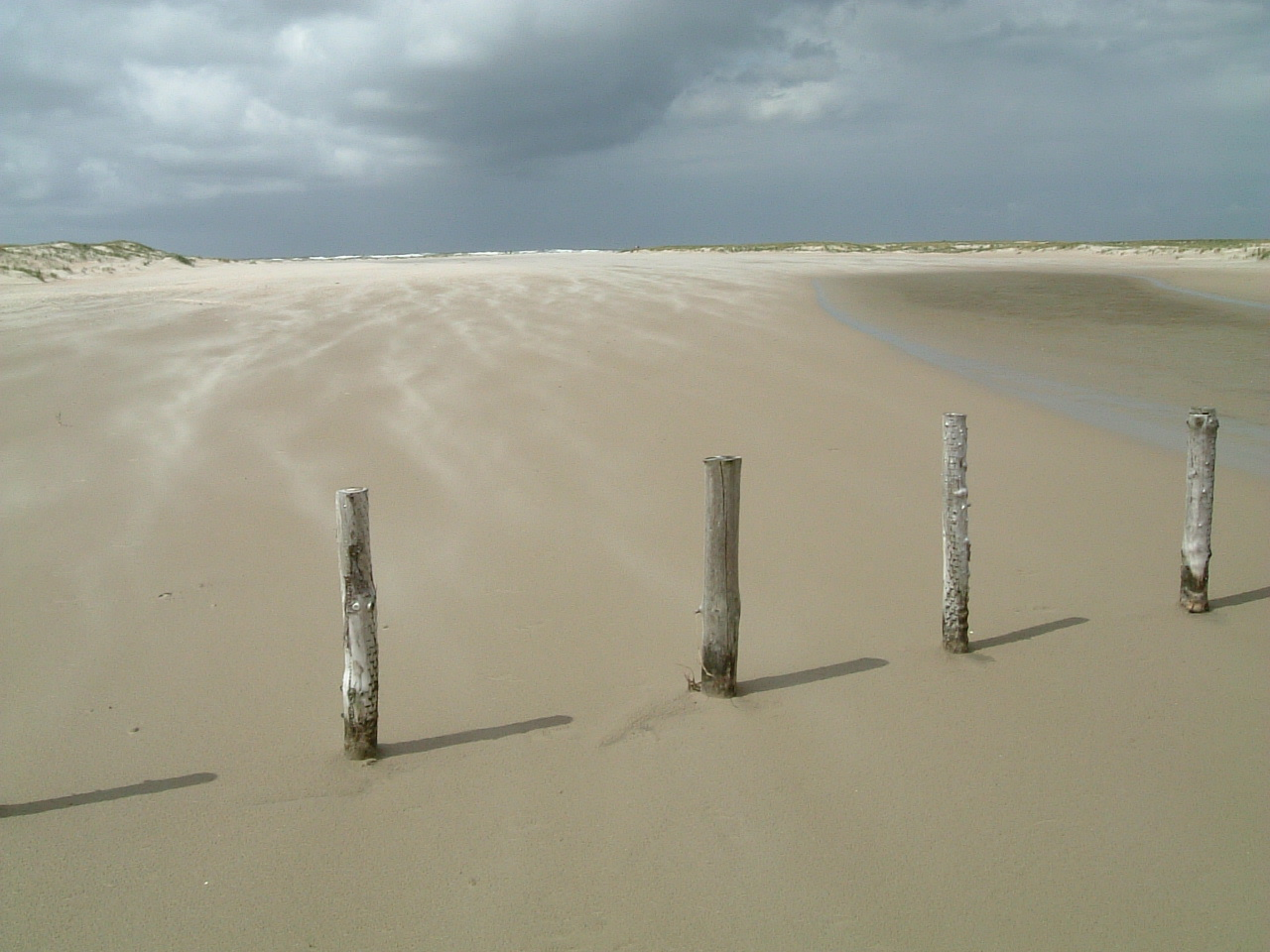
Wasser und Wind …
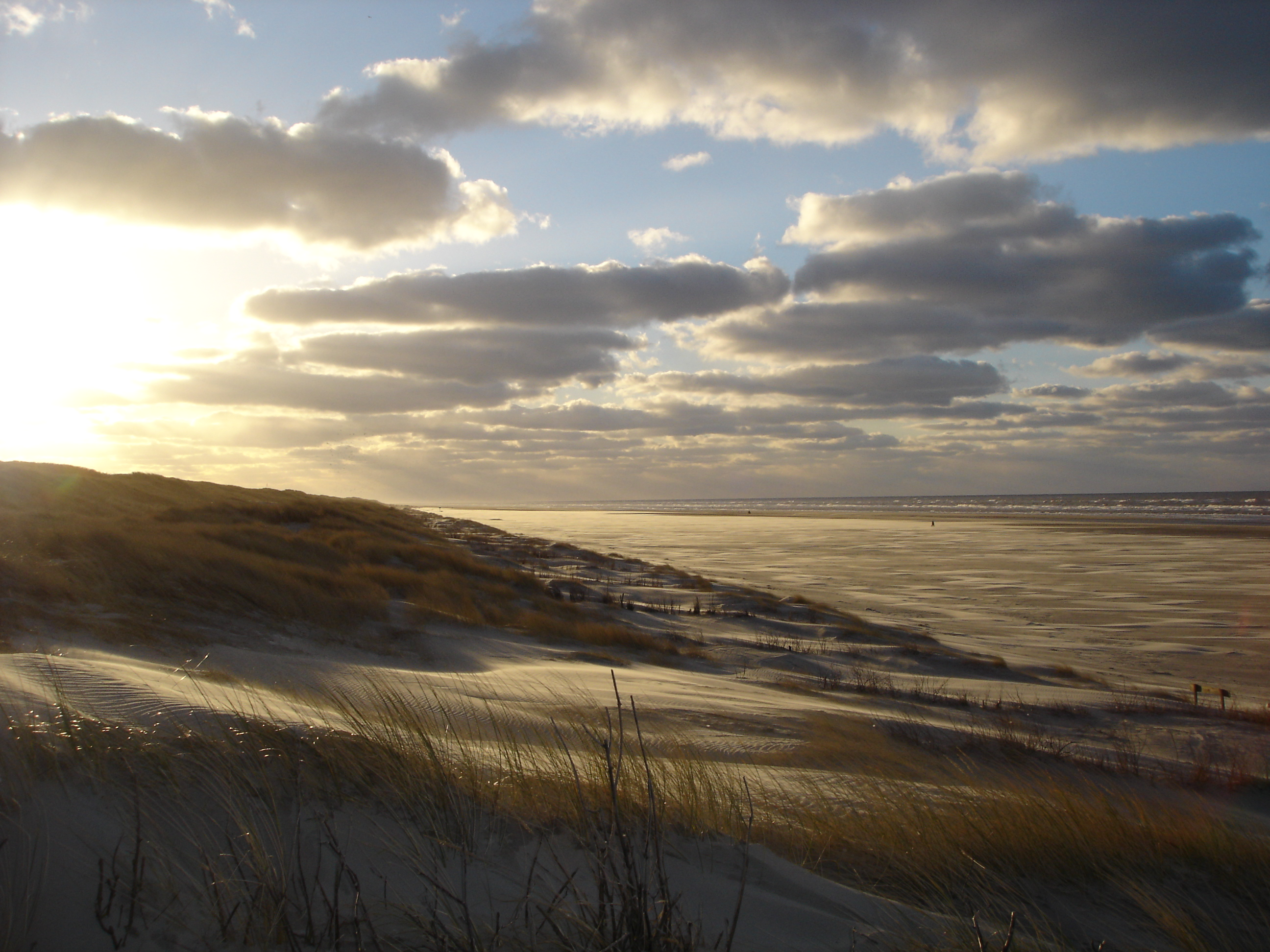
… bewegen die Sedimente und formen so das Wattenmeer als Ganzes

### Hydrologie
In der Nordsee läuft eine beständige Strömung aus Richtung des Ärmelkanals von Südwesten nach Nordosten, die sich auch innerhalb des Wattenmeers fortsetzt. Sie trägt Sedimente aus der Kanalmündung und von der holländischen Küste weiter nach Nordosten. Ebenso sorgt sie dafür, dass das Flusswasser aus dem Rhein und den der Flut ausgesetzten Flussmündungen (Ästuare) im ganzen Wattenmeer zu finden ist.
Das geschützt liegende Wattenmeer ist mit der offenen Nordsee durch zahlreiche Gezeitenströme verbunden, durch die das Wasser in das Wattenmeer hinein- und wieder hinausfließt. Die Ströme verzweigen sich dann im Watt in kleinere Priele, um schließlich in einen flacheren sublitoralen Bereich überzugehen. Die Buchten des Wattenmeers sind über Priele wiederum miteinander verbunden, sodass ein durchgehender Austausch stattfindet. Einzige Ausnahme ist die künstlich vom Rest-Wattenmeer abgetrennte Sylt-Rømø-Wattenmeerbucht.
Die Flut benötigt im Schnitt nur 85 % der Zeit, in der die Ebbe abläuft, was bedeutet, dass die Flut wesentlich stärkere Strömungen aufweist und damit auch für Breite und Tiefe der Gezeitenströme verantwortlich ist. Die höchste Strömungsgeschwindigkeit besteht dabei in den Tidenströmen zwischen einzelnen Inseln mit bis 1,8 Metern/Sekunde. Ein Teil der Sedimente kehrt über den Ebbestrom in die Nordsee zurück und bildet dabei kleinere Außen- oder Ebbe-Tide-Deltas, die meist aus einem oder mehreren Hauptkanälen bestehen und durch Sandbänke voneinander getrennt sind.
Der Tidenhub nimmt dabei von Westen nach Osten und von Norden nach Süden zu und wird durch trichterförmige Buchten (Dollart, Elbmündung) verstärkt. Der niedrigste Tidenhub liegt im westlichen niederländischen Wattenmeer bei Den Helder mit 1,3 Metern, der höchste bei Cuxhaven (2,82 Meter) und Bremerhaven mit 3,38 Metern. Im 100 Kilometer von der Küste entfernten Hamburg staut sich dieser Tidenhub durch den Trichtereffekt bis auf 3,60 Meter auf.
Aufgrund der vorherrschenden Wind- und Strömungsrichtung entlang der Nordsee aus Westen wandern Gezeitenströme und Ebbe-Tide-Deltas dabei über die Jahre von Westen nach Osten; bevor die Barriereinseln durch Küstenschutzbauwerke befestigt wurden, wanderten diese mit.

## Flora und Fauna

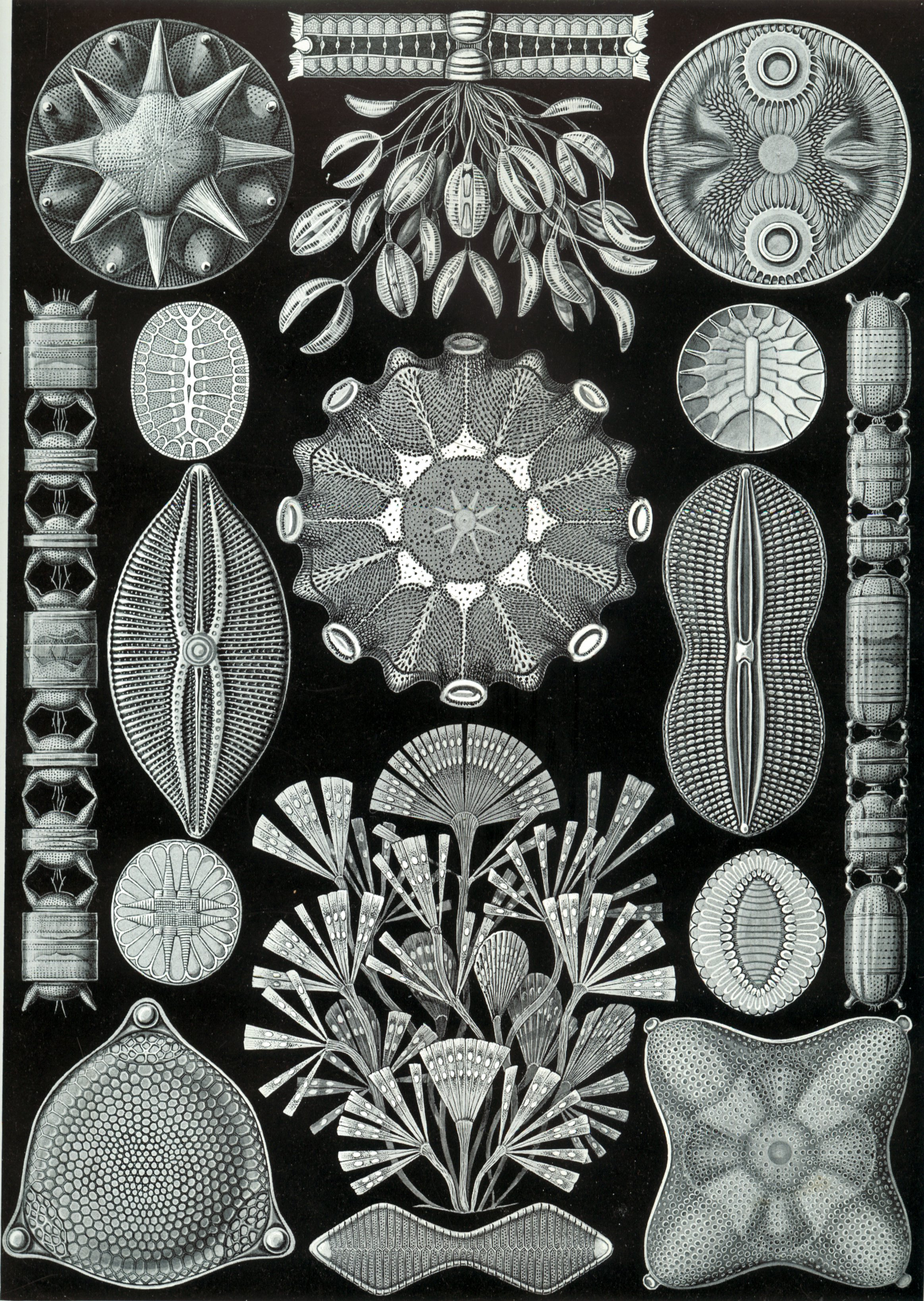
Insbesondere im Bereich der Mikroflora und -fauna besitzt das Wattenmeer eine vergleichsweise hohe Biodiversität

Das Wattenmeer der Nordsee ist das größte zusammenhängende europäische Feuchtgebiet und das mit Abstand größte Wattenmeer der Welt. 60 % der europäischen und nordafrikanischen Wattflächen befinden sich im Wattenmeer der Nordsee, die Salzwiesen an der Nordsee sind die mit Abstand größten zusammenhängenden Salzwiesen Europas.
Salzwasser, der Wechsel zwischen Ebbe und Flut sowie Starkwindlagen mit Neigung zum Sturm prägen die Umweltbedingungen im Wattenmeer. Durch das regelmäßige Trockenfallen und Überfluten unterliegen Temperatur und Salzgehalt sehr starken Schwankungen. Diese werden im Sediment zwar abgemildert, sorgen aber immer noch für einen Lebensraum mit sehr speziellen Ansprüchen an seine Bewohner. Insgesamt nutzen etwa 2500 marine und 2300 teilweise landgebundene Spezies das Wattenmeer. Die Lebewesen, die sich hier dauerhaft etablieren können, sind vor allem ausgeprägte Spezialisten. 250 der Tierarten sind im Wattenmeer endemisch. Während sich im Bereich der Mikro- und Meiofauna eine ungewöhnlich große Zahl hochspezialisierter Arten etablieren konnte, gelang dies nur wenigen Arten der Makrofauna. Diese allerdings kommen in außerordentlich großen Individuenzahlen vor.
Eine genaue Auswertung in der Sylt-Rømø-Wattenmeerbucht, die in dieser Hinsicht als durchaus typisch für das gesamte Wattenmeer gelten kann, erbrachte:
- Makroalgen: 62 Arten (davon 35 Grünalgen, 15 Braunalgen, 12 Rotalgen)
- Seegräser: 2 Arten
- Benthische Mikroalgen (Kieselalgen): ca. 200 Arten
- Pelagische Mikroalgen: 345 Arten (150 Kieselalgen, 195 Flagellaten)
- Benthische Mikrofauna: ca. 1200 Arten (davon Plattwürmer 435)
- Benthische Makrofauna: 200 Arten (davon Polychaeta 65, Krebstiere 51, Weichtiere 35)
- Zooplankton: ca. 200 Arten
- Fische: 50 Arten
- Vögel: 60 Arten
- Meeressäuger: 3 Arten[15]

Das Gebiet hat eine der höchsten Primärproduktionen der Welt und dient so zahlreichen Tierarten zur Ernährung. Aufgrund des flachen Wassers bietet es ebenso einen Schutzraum vor vielen Raubfischen. Die Region dient Fischen ebenso wie Meeressäugern als Kinderstube. Neben zahlreichen Brutvögeln nutzen riesige Zugvogelschwärme das Gebiet im Frühjahr und Herbst als Rastgebiet zum Auffrischen der Nahrungsreserven. Damit bildet es das wichtigste Rastgebiet für Zugvögel auf dem Ostatlantischen Zugweg.
Durch menschlichen Einfluss gingen 144 Arten der Makrofaun und -flora verloren oder erlebten massive Bestandseinbrüche, das waren etwa 20 % der gesamten Arten in diesem Bereich. Die trilaterale Rote Liste des Wattenmeers führt diese 144 Tier- und Pflanzenarten als ausgestorben oder stark bedroht auf, wichtigste Gründe dafür sind der Verlust des Lebensraums (70,2 %), Jagd und Ausbeutung (54,4 %), Verschmutzung (8,8 %), Krankheiten und Klimawandel (je 1,8 %); neoinvasive Spezies spielen hier keine Rolle. Während Säugetiere, Fische und Vögel vor allem Opfer der Jagd wurden, fielen Wirbellose und Pflanzen vor allem dem Verlust ihres Lebensraums zum Opfer. Zu den Arten, die vom menschlichen Einfluss profitieren, gehören besonders jene, die die stark erhöhten Nährstoffeinfuhren umsetzen. Dazu gehören benthische Vielborster ebenso wie Grünalgen und Phytoplankton, die dann teilweise wieder zu Algenblüten führten, die sich schädigend auf die gesamte restliche Umwelt auswirkten.

### Pflanzen

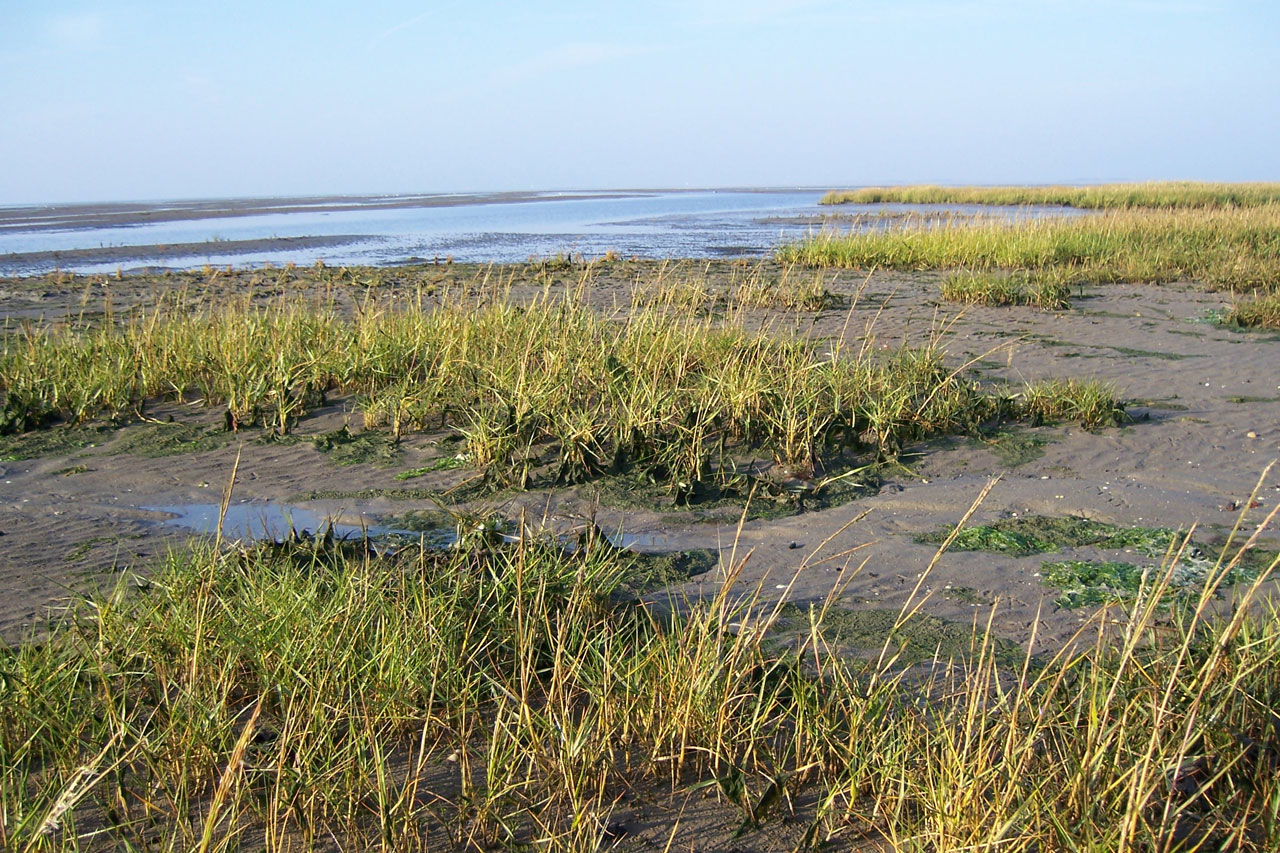
Quellerzone der Salzwiese

Im Wasser leben Algen und Seegräser. Während Rotalgen in den letzten Jahrzehnten aufgrund menschlicher Einflüsse zurückgingen, profitieren insbesondere Grünalgen stark vom gestiegenen Nährstoffanstieg durch abgelagerten landwirtschaftlichen Dünger. Seegräser sind die einzigen unter Wasser wachsenden Blütenpflanzen des Wattenmeers. Nachdem 1934 die meisten Seegräser des Nordatlantiks einer Epidemie zum Opfer fielen, haben sie sich im gesamten Wattenmeer nicht mehr davon erholt. Die beiden Arten Zostera marina und Zostera noltii finden sich fast ausschließlich im nördlichen Schleswig-Holstein, wo sie etwa 6000 Hektar bedecken. In den anderen Regionen scheint sich der Bestand zumindest stabilisiert zu haben, so finden sich 705 Hektar in Niedersachsen, vor allem im Jadebusen, und 130 Hektar in den Niederlanden, vor allem an der deutschen Grenze im Dollart. Sie stellen das Habitat für zahlreiche Wasserlebewesen dar und dienen zum Beispiel der Brandgans als wichtige Nahrungsquelle. Zumindest im nordfriesischen Teil scheinen sich die Seegräser im Gegensatz zum weltweiten Trend auch in den letzten Jahren weiter auszubreiten, so dass sie bei maximaler Ausdehnung im August bis zu elf Prozent des nordfriesischen Wattenmeers bedecken.
Auf den Salzwiesen, die etwa zehn- bis 250-mal im Jahr vom Meerwasser überflutet werden, bilden sich nach den dominierenden Pflanzen benannte Zonen, die von der jeweiligen Salzbelastung der Region abhängig sind. Insgesamt finden sich etwa 50 Arten von Blütenpflanzen auf den Salz- und den angrenzenden Brackwiesen. Fast täglich überflutet wird die Quellerzone, in der nur Queller und Schlickgras den stetigen Überflutungen gewachsen sind. Etwas höher liegt die Andelzone, die noch bei jeder Springtide und anderen erhöhten Wasserständen erreicht wird. Sie prägt das namensgebende Andelgras ebenso wie salztolerante Arten wie Strandaster, Strandsode, Gewöhnlicher Strandflieder und Keilmelde. Die Rotschwingelzone, benannt nach dem Salz-Rotschwingel, wird nur noch in seltenen Ausnahmefällen überflutet. Der Artenreichtum vergrößert sich erheblich, besonders prägnante Arten sind Tausendgüldenkräuter (Strand-Tausendgüldenkraut, Zierliches Tausendgüldenkraut, Echtes Tausendgüldenkraut), Roter Zahntrost, Strandwegerich und Lückensegge. Das Salz-Schlickgras, das sich im 20. Jahrhundert an den Salzwiesen etablieren konnte, nimmt mittlerweile große Gebiete ein und ist neben der Pazifischen Auster die wirkmächtigste invasive Spezies des Wattenmeers.
Auf den Dünen schließlich finden sich typische Pflanzen wie die Strandquecke, der Strandhafer und der Strandroggen, die die Entstehung der Küstendünen durch ihre sandfangende und -stabilisierende Wirkung erst möglich machen. In den älteren Dünenstadien gibt es artenarme Dünenheide mit Krähenbeere und Silbergras, in regenreichen Dünentälern kann die Besiedlung mit Wollgras, Sonnentau und Lungenenzian bis zum Moor gehen.

### Tiere

#### Insekten und Spinnentiere
Insekten kommen im Nationalpark fast nur auf den Salzwiesen vor, die allerdings einer hochspezialisierten Artengemeinschaft als Lebensraum dienen. Etwa die Hälfte aller 2000 Arten, die in den Salzwiesen des Nationalparks bekannt sind, kommen ausschließlich in natürlichen oder naturnahen Salzwiesen vor. Davon gehören etwa 1600 Arten zur Makrofauna mit einer Körperlänge von mehr als einem Millimeter, weitere 400 bisher entdeckte Arten zur Mikrofauna.
Im Gegensatz zu landständigeren Bewohnern müssen Insekten im Wattenmeer mit den Problemen des Salzwassers klarkommen. Sie müssen ihre Nahrungsaufnahme so regeln, dass sie nicht verdursten, sich selbst und ihren Körper vor Wasser schützen, eine Strategie gegen möglichen Sauerstoffmangel unter Wasser entwickeln und auch noch das Verdriften aus der Salzwiese heraus verhindern. Die oft stürmischen Wetterlagen hindern Insekten darüber hinaus auch noch oft am Fliegen, so dass auch eigentlich flugfähige Insekten einen großen Teil der Zeit am oder im Boden verbringen müssen.
Eine weit verbreitete Strategie aller Insekten ist es, im Rhythmus der Gezeiten zu leben, so dass sich viele Arten bei einsetzender Flut in Schutzbauten zurückziehen und erst bei einsetzender Ebbe diese wieder verlassen. Darüber hinaus existieren aber auch weitere Spezialisierungen. Sehr viele Arten verfügen über feste Deckflügel, da sie sonst bei Wasserkontakt verklebten. Fast alle Insekten der Salzwiesen sind zudem durch eine salzwasserundurchlässige Cuticula und einen Chitin-Panzer geschützt.
Als Nahrung bevorzugen Arten wie Macrosiphonella asteris (Asterlaus) Pflanzenteile, die das Salzwasser schon ausgeschieden haben, andere wie die Kurzflügler Bledius furcatus und Bledius diota fressen unmittelbar nach Regenschauern und legen sich Vorräte an. Viele Insektenarten der Salzwiesen sind auch in der Lage, Urin auszuscheiden, dessen Salzgehalt deutlich über dem des Körpers liegt, dies kostet allerdings einiges an Energie.
Zum Schutz vor dem Salzwasser verbringen viele Tiere ihr Larvenstadium entweder innerhalb einer Pflanze oder im Boden. Relativ bekannte Beispiele dafür sind der Halligflieder-Spitzmaus-Rüsselkäfer (Pseudaplemonus limonii) oder der Strandwegerichgallrüsselkäfer (Mecinus collaris), die in den jeweiligen Pflanzen leben. Erzwespen der Familie Pteromalidae verbringen ihr Larvenstadium als Blattminierer, da sonst ihre Flügel durch den Gezeitenwechsel zerstört würden.
Der Prächtige Salzkäfer (Bledius spectabilis) hingegen buddelt sich im Watt in eine Bodenröhre. Ähnlich wie auch bei den Laufkäfern Dicheirotrichus gustavii und Bembidion laterale gelingt es ihm dabei, den Eingang seiner Bodenröhre so eng zu gestalten, dass kein Wasser eindringen kann.

#### Vögel

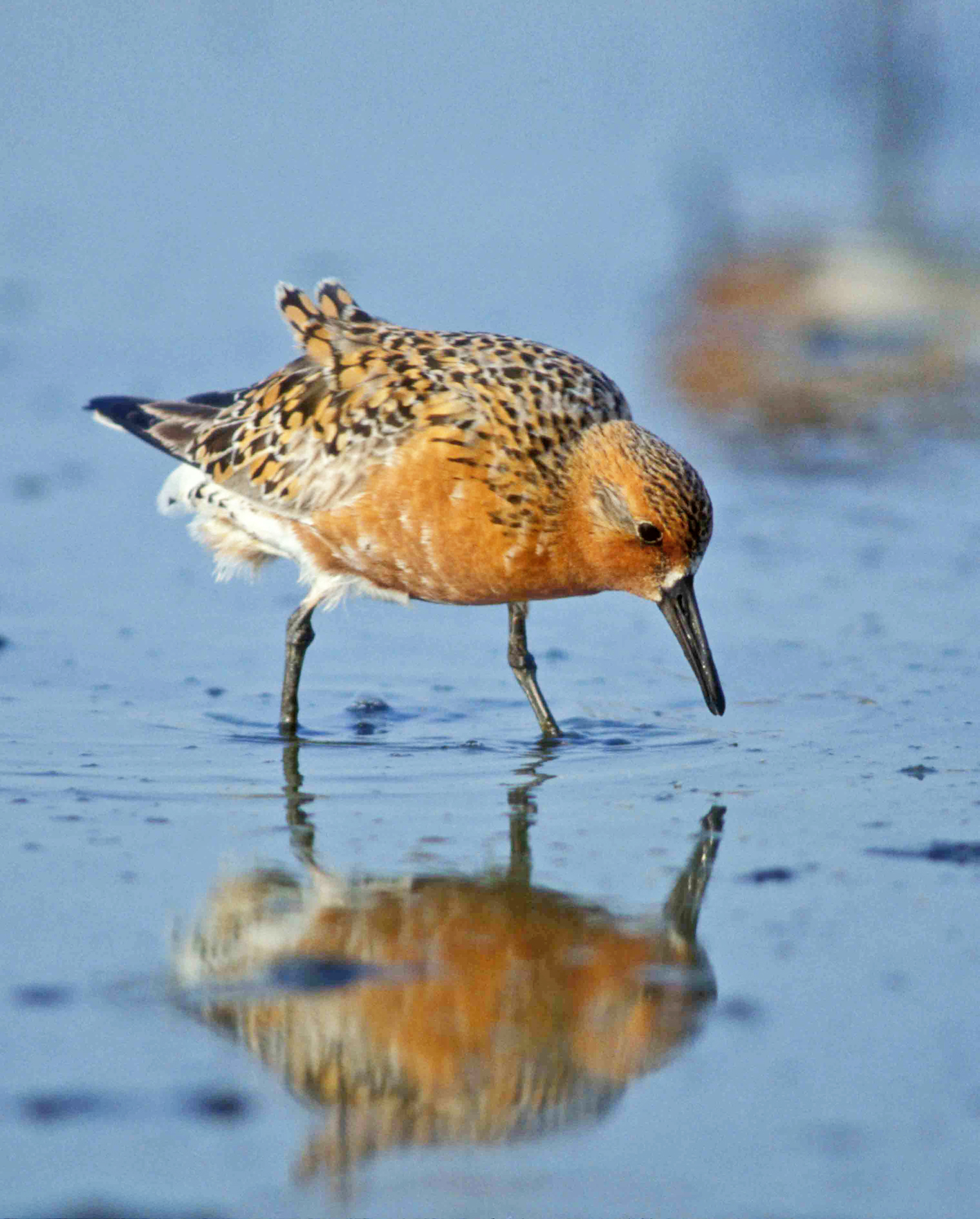
Calidris canutus im niederländischen Wattenmeer
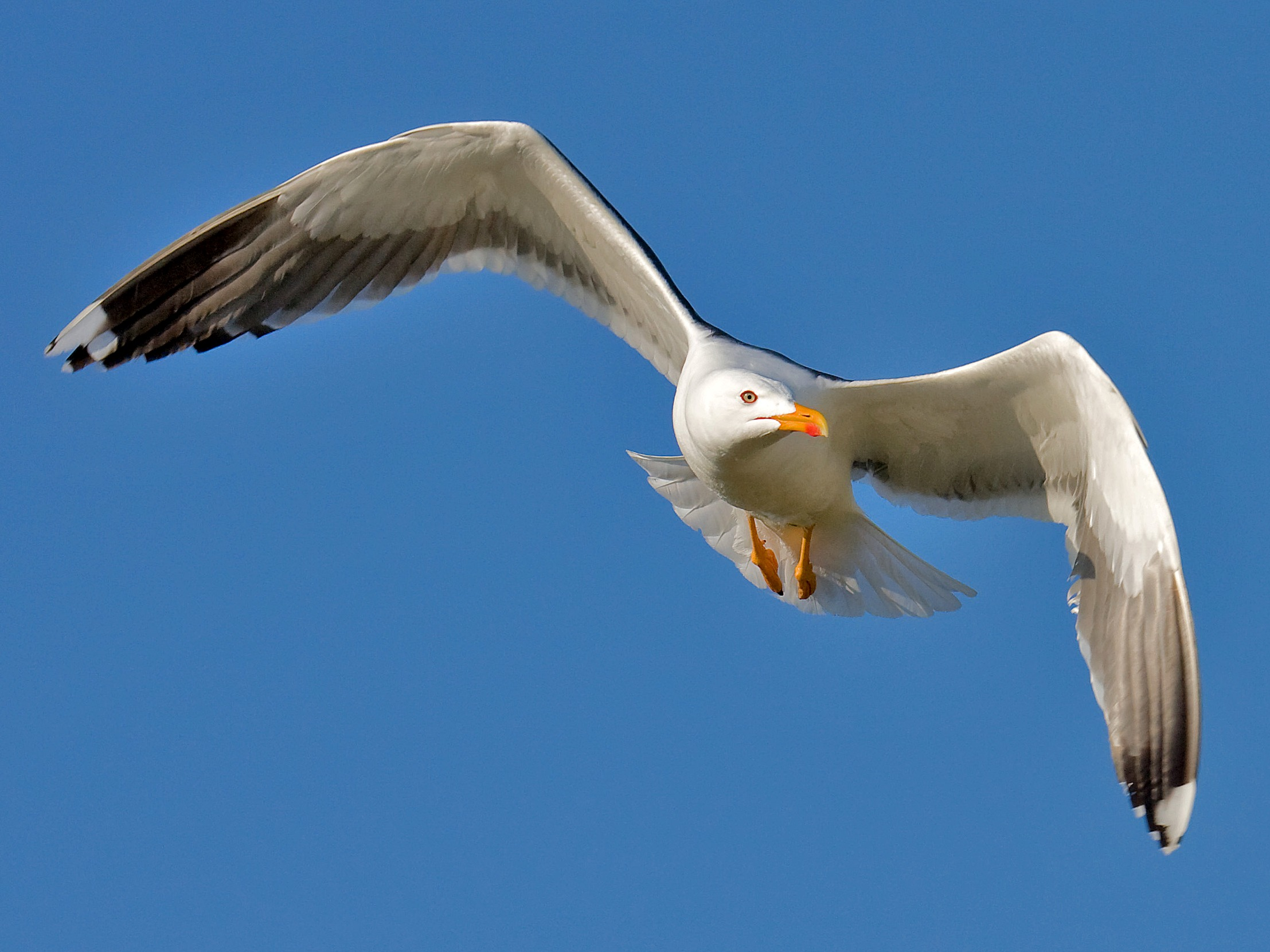
Heringsmöwe

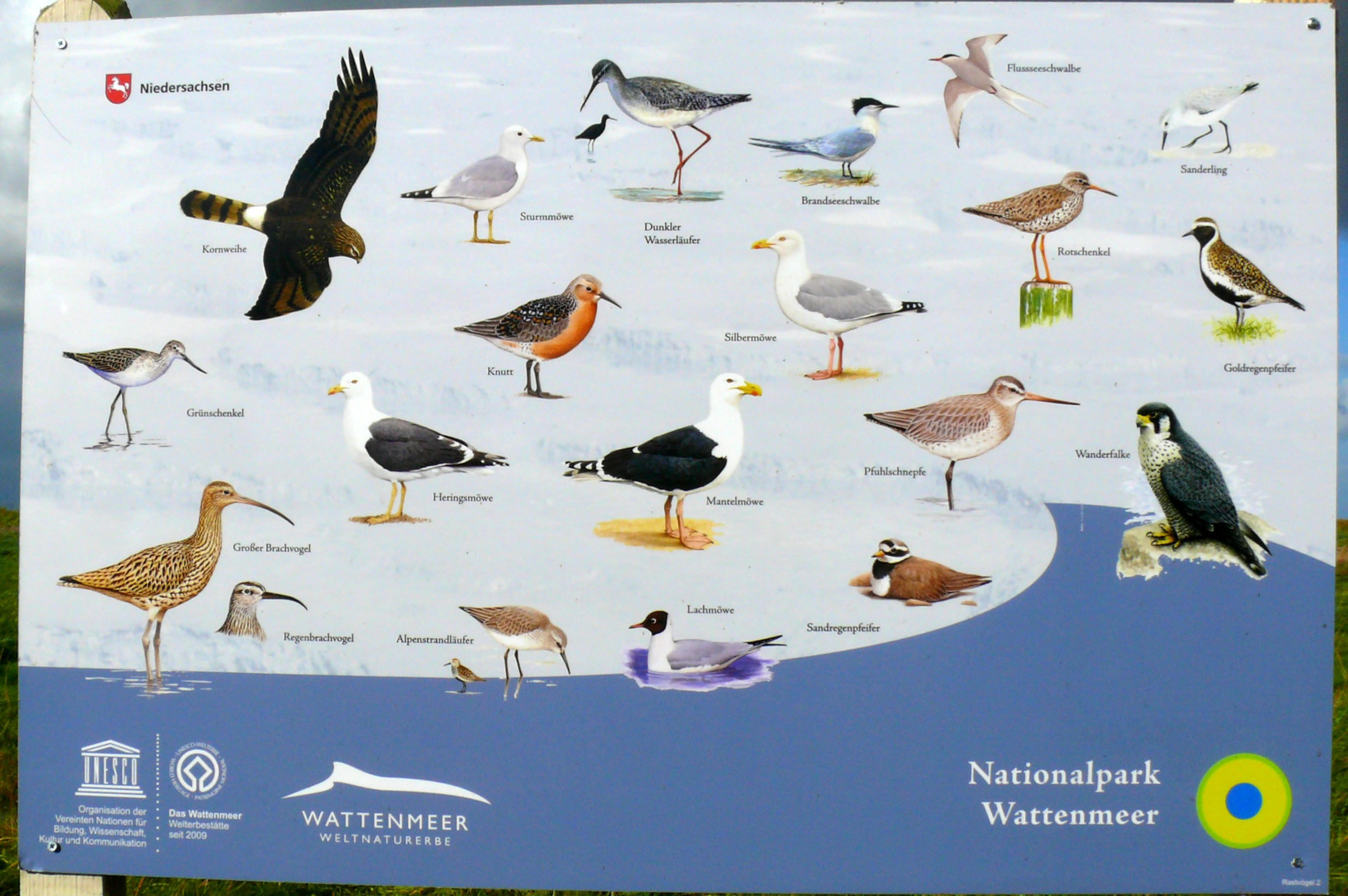
Vögel im Wattenmeer, Tafel am Beobachtungsturm zu den Zugvögeltagen am Vareler Hafen I

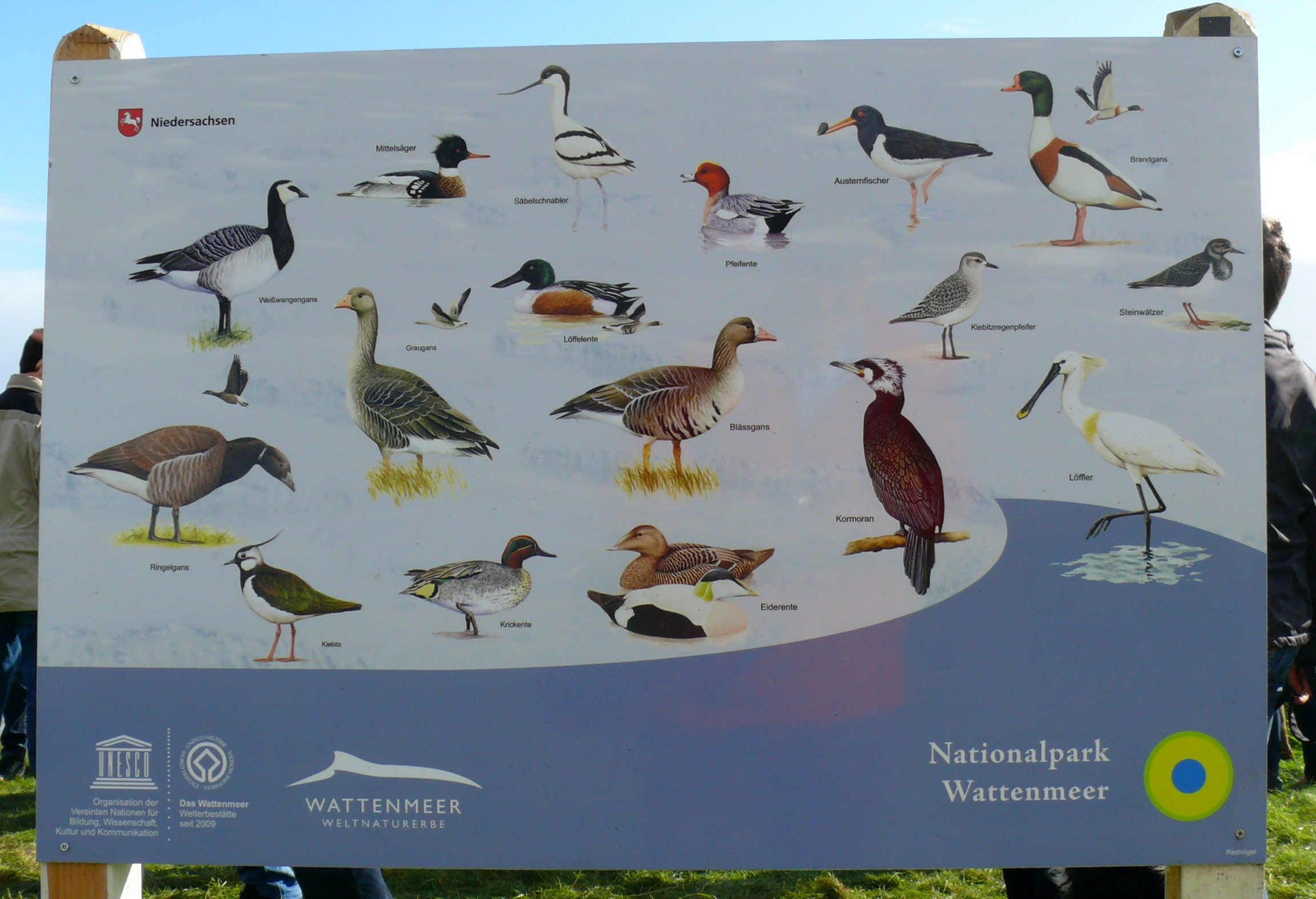
Vögel im Wattenmeer, Tafel am Beobachtungsturm zu den Zugvögeltagen am Vareler Hafen II

Ebenso wie zahlreiche Küstenvögel im geschützten Watt brüten, ist das nährstoffreiche Gebiet regelmäßiger Rastplatz von Zugvögeln auf Atlantikrouten. Im sublitoralen Bereich kommen neun Vogelarten in Mengen vor, die von internationaler Bedeutung sind. Ungefähr zehn bis zwölf Millionen Vögel ziehen durch das Wattenmeer, darunter sind Exemplare zahlreicher gefährdeter Arten. Für ungefähr 50 Arten der nördlichen Hemisphäre bildet das Wattenmeer dabei einen unverzichtbaren Raum. Von ungefähr 20 Großpopulationen verbringt mehr als die Hälfte der Einzeltiere zumindest einen Teil ihres Lebens im Wattenmeer, ungefähr zehn Arten kommen zeitweise fast nur im Wattenmeer vor.
Die wichtigste davon ist die Heringsmöwe, von der sich bis zu 26 % aller Vögel weltweit im Wattenmeer befinden. Dies sind etwa 50.000 Exemplare. Zahlenmäßig häufigster Gastvogel im Seebereich des Wattenmeeres ist aber die Trauerente mit über 300.000 Exemplaren, was 19 % des weltweiten Bestandes ausmacht. Acht Prozent des Weltbestandes findet sich an Brandseeschwalben (13.000 Exemplare), sechs Prozent an Eiderenten (63.000) und je vier Prozent an Sterntauchern (36.000), Sturmmöwen (67.000) und Silbermöwen (48.000). Immer noch in vergleichsweise großen Beständen kommen Zwergmöwe (2500 Exemplare, drei Prozent) und Fluss-Seeschwalbe (4000 Exemplare, zwei Prozent) vor.
Vor allem aber ist der eulitorale Bereich, das eigentliche Watt, von Bedeutung. Insgesamt 31 Brutvogelarten unterliegen hier einem regelmäßigen Monitoring, fünf davon stellen mehr als ein Viertel des gesamten Bestands in Nordwesteuropa. Wichtigste Brutvögel im Küstenbereich sind die Lachmöwe mit mehr als 150.000 Paaren, sowie Silbermöwe und Heringsmöwe mit knapp 80.000 Vögeln, von denen mehr als ein Viertel des nordwesteuropäischen Bestands im Wattenmeer brüten. Andere sind Löffler (831 Brutpaare), Säbelschnäbler (10.170), Seeregenpfeifer (340), Lachseeschwalbe (56), Brandseeschwalbe (17.172) und Zwergseeschwalbe (1099). Zwerg- und Brandseeschwalbe und Seeregenpfeifer sind dabei laut Roter Liste der IUCN ebenso endangered (stark gefährdet) wie die ebenfalls gelegentlich im Wattenmeer vorkommende Sumpfohreule. Vom Aussterben bedroht (critically endangered) ist die Lachseeschwalbe, ebenso wie drei weitere Arten, für die das Wattenmeer allerdings weniger Bedeutung als Lebensraum hat: Steinwälzer, Kampfläufer und Alpenstrandläufer.
Außerdem nutzen große Mengen an Zugvögeln das Wattenmeer zur Rast. Von den zahlreichen Rastvögeln, die das Wattenmeer auf dem Zug zwischen subarktischen Gebieten und Afrika nutzen, sind insbesondere die sich mausernden Brandgänse und Trauerenten von großer Bedeutung. Die etwa 180.000 Vögel zählende nordwesteuropäische Brandgans-Population verbringt ihre Mauserzeit zwischen Juli und September im Wattenmeer, größtenteils auf und um die geschützte Insel Trischen. Damit finden sich dort über 80 % des gesamten nordwesteuropäischen Bestands. Dieses Phänomen der Massenmauser bei der Brandgans ist weltweit einmalig. Etwa 200.000 Eiderenten verbringen im Wattenmeer ihre Mauserzeit, eine genaue Anzahl der sich ebenfalls mausernden Trauerenten ist nicht bekannt. Sicher ist nur, dass sie vor allem die nördlichen Gebiete des Wattenmeers bevorzugen.
Teilweise haben Vogelbestände wieder zugenommen, seitdem die Jagd im Wattenmeer fast durchgehend verboten ist und das Wattenmeer selbst verschiedenen Naturschutzregelungen unterliegt. Arten, die im Wattenmeer ganz ausgestorben waren und aus anderen Regionen im 20. Jahrhundert wieder einwanderten, sind beispielsweise der Seeadler und der Silberreiher. Die meisten Zugvogelarten zeigen allerdings seit den 1990er Jahren Bestandsrückgänge, teilweise in dramatischem Ausmaß. Während die Ursachen noch nicht vollkommen klar sind und externe Ursachen in den Überwinter- und Brutgebieten auch wichtig sein können, scheint die Muschelfischerei und der damit einhergehende Rückgang der Muscheln als Nahrungsquelle eine wichtige Rolle zu spielen.

#### Marine Lebewesen

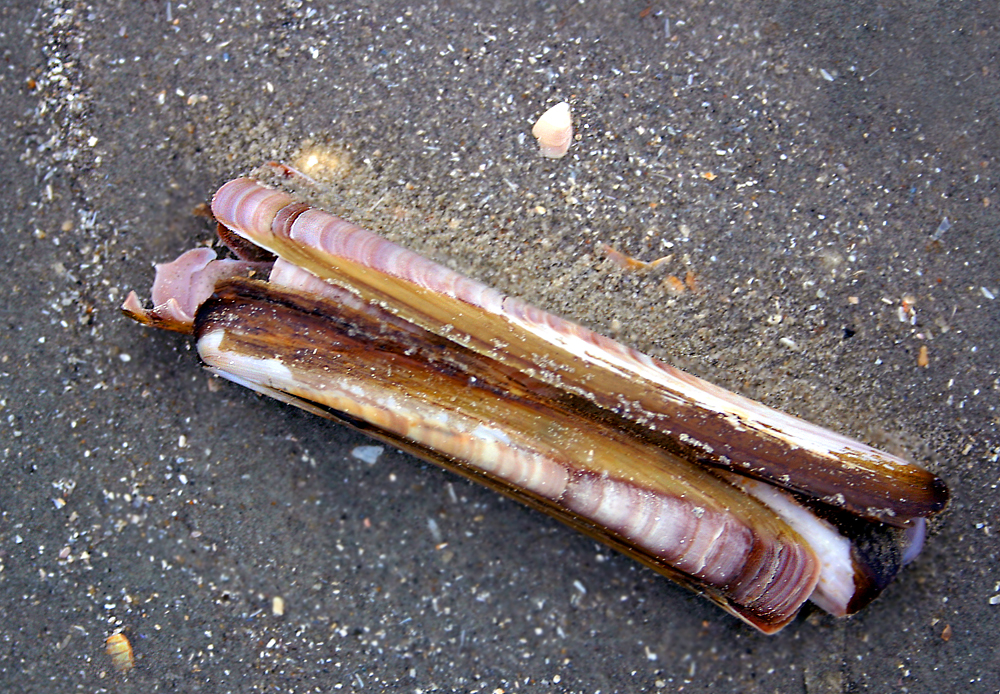
An Land gespülte amerikanische Schwertmuschel
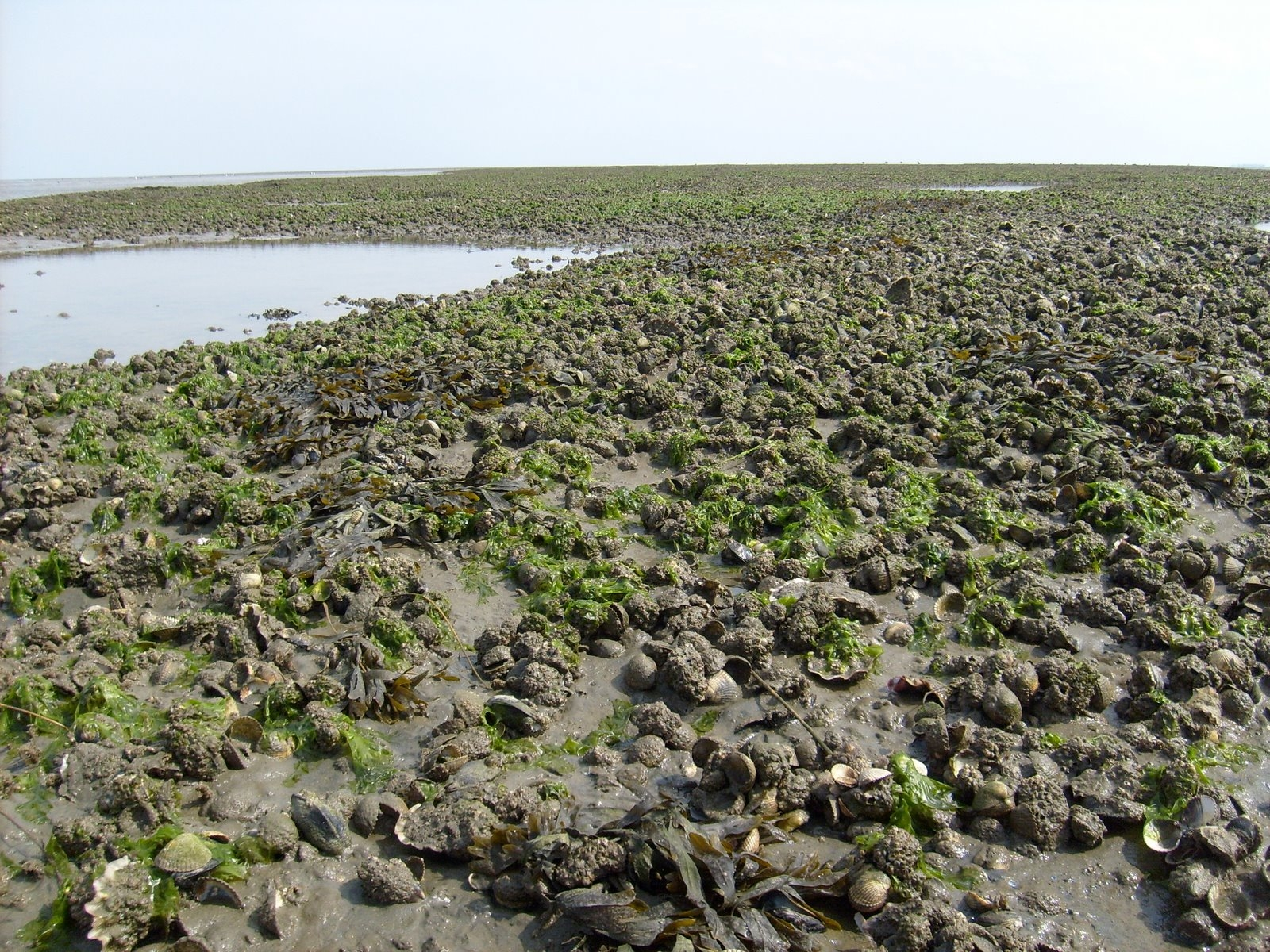
Muschelbank mit Miesmuscheln, Pazifischen Austern und Herzmuscheln
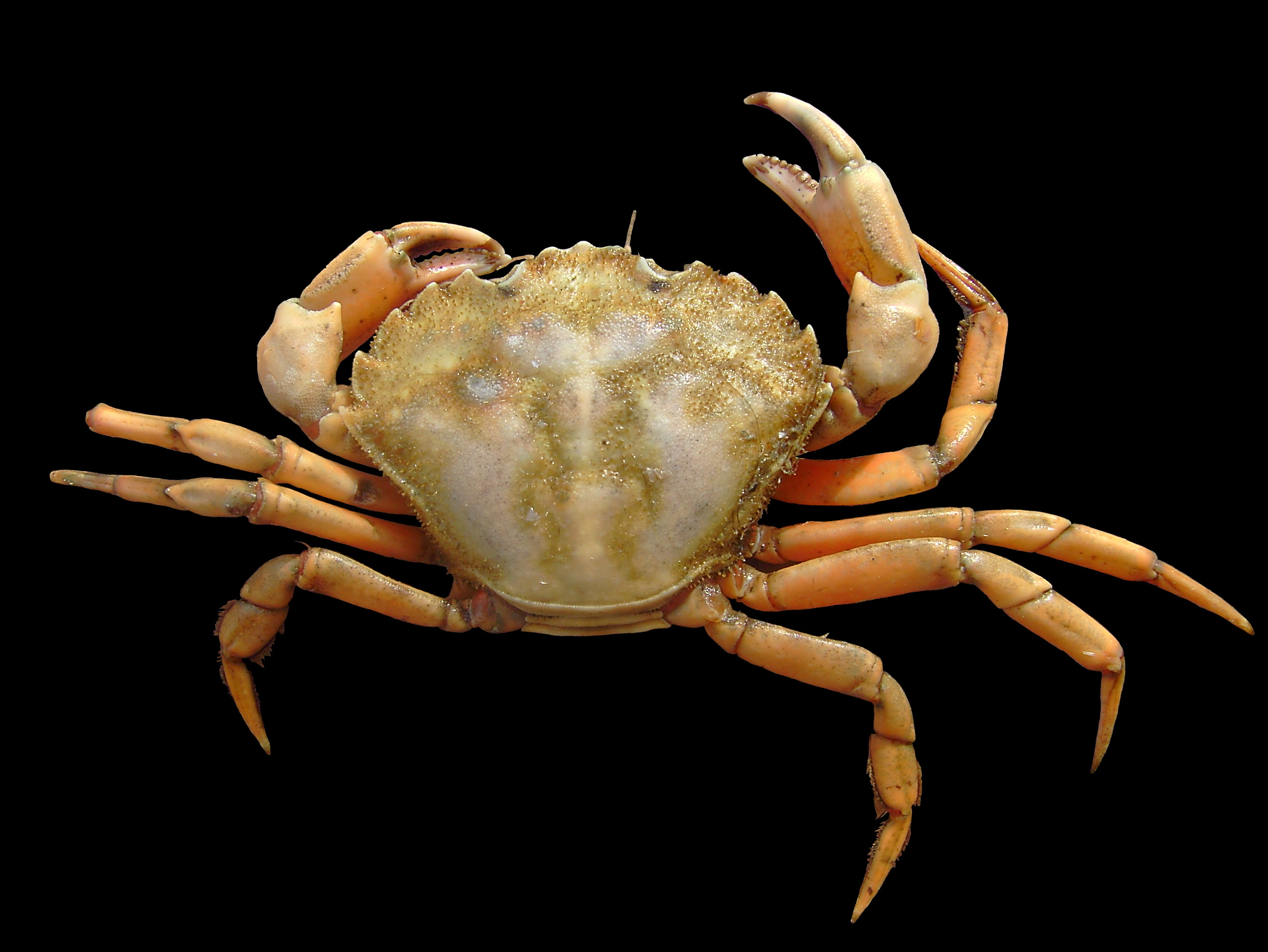
Gemeine Strandkrabbe
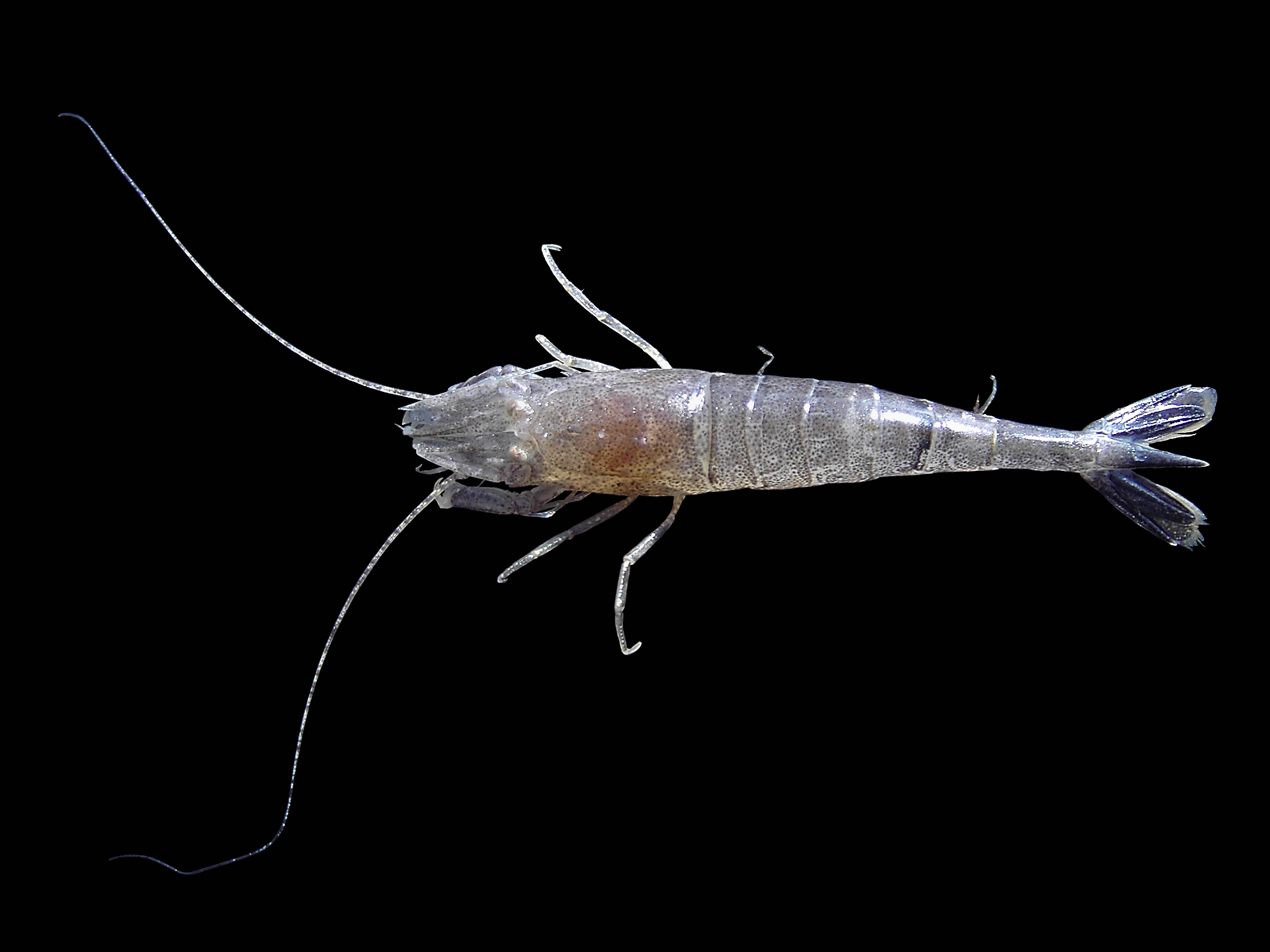
Nordseegarnele

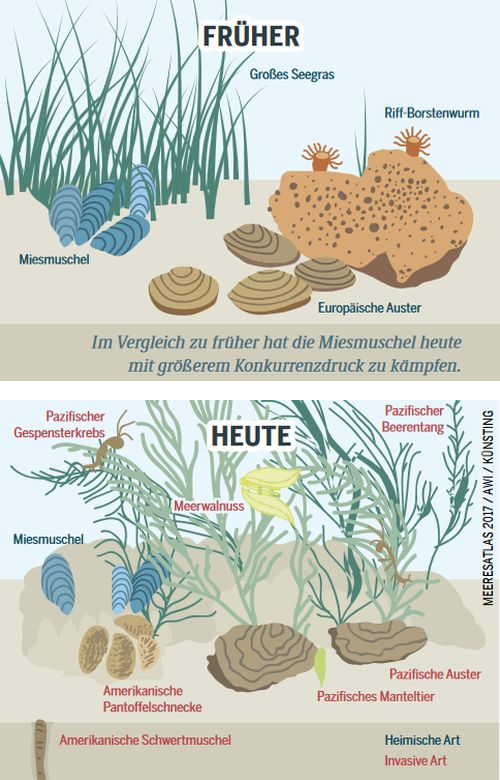
Die Miesmuschel und ihre Nachbarn im dauerüberfluteten Bereich des Wattenmeeres. Durch invasive Arten ist die Miesmuschel heute wesentlich größerem Druck ausgesetzt.
Quelle: Meeresatlas 2017

Zu den typischen Muscheln des Wattenmeers zählen die Herzmuschel und die Miesmuschel. Während Herzmuscheln fast allgegenwärtig sind, leiden Miesmuscheln zunehmend unter der Verbreitung der Pazifischen Auster, die wiederum von den wärmeren Wintern profitiert. Dabei hat insbesondere die Miesmuschel eine hohe biologische Bedeutung, da sie zahlreichen Vogelarten als wichtige Nahrungsquelle dient. Sie bildet Bänke in eulitoralen Gebieten, die bei Niedrigwasser besonders einfach von den Küstenvögeln erreicht werden können. Während sowohl die Fläche als auch die Biomasse in den Niederlanden in den letzten zwanzig Jahren stetig zunehmen konnte und sich hier mit knapp 60.000 Tonnen Masse auf knapp 3000 Hektar mittlerweile die größte Miesmuschelpopulation befindet, kam dies gleichzeitig damit zustande, dass sie im selben Zeitraum in Schleswig-Holstein und insbesondere ihrem ehemaligen Hauptverbreitungsgebiet Niedersachsen dramatisch zurückging. Allein in den sieben Jahren zwischen 1999 und 2006 halbierte sich die Fläche der Muschelbänke, die Biomasse ging gar auf ein Fünftel zurück.
Während die ehemals ansässige Europäische Auster durch Überfischung permanent aus dem Wattenmeer verdrängt wurde, Brotkrumenschwamm, Seemannshand oder Gestutzte Klaffmuschel ganz Kollateralschaden der Fischerei waren, Netzreusenschnecke, Seedahlie, Rossmuschel und Brackwasser-Herzmuschel in ihrem Bestand gefährdet sind, konnten sich Neobiota im Wattenmeer etablieren. Die Sandklaffmuschel brachten vermutlich die Wikinger mit aus Amerika, die Amerikanische Bohrmuschel kam Ende des 19. Jahrhunderts, die Amerikanische Schwertmuschel 1976.
Unter den Krebstieren hat insbesondere die Strandkrabbe große Bedeutung, die allein etwa zehn Prozent der Biomasse im Wattenmeer verzehrt. Zahlreich sind ebenso die Nordseegarnele und die Seepocke. Neben dem Seehund wohl bekanntestes Tier des Wattengebiets ist der Wattwurm. Im Sommer, wenn das Watt im Vergleich zur restlichen Nordsee warm ist, kommen auch Ohrenqualle und Feuerqualle in die Wattgebiete. Der Borstenwurm Sabellaria spinulosa, auch Sandkoralle genannt, lebt in den Tidenströmen, wo er Riffe baut, die wiederum anderen Arten als Lebensraum dienen. In der Nordsee kommt er nur noch im deutschen Wattenmeer vor.
Nachdem die Fischerei den großen Fischarten im Wattenmeer ebenso wie fast allen Wanderfischen, insbesondere Nagelrochen, Stechrochen und Stör, den Garaus gemacht hat, sind nur kleine Fischarten wie Aalmutter, Sandgrundel und Seeskorpion hier dauerhaft heimisch. Zahlreiche andere Arten nutzen das sauerstoff- und nahrungsreiche, vor Raubfischen geschützte Wattenmeer als Laichgrund. Insbesondere sind hier Plattfische wie Schollen wichtig. Von den Schollen beispielsweise wachsen 80 % des gesamten Bestandes der Nordsee im Wattenmeer auf, von den Seezungen 50 %. Andere Arten sind beispielsweise der Hering, von dem je nach Jahr ein Großteil der Jungtiere im Watt aufwächst, und der Gewöhnliche Hornhecht (Belone belone).

#### Säugetiere

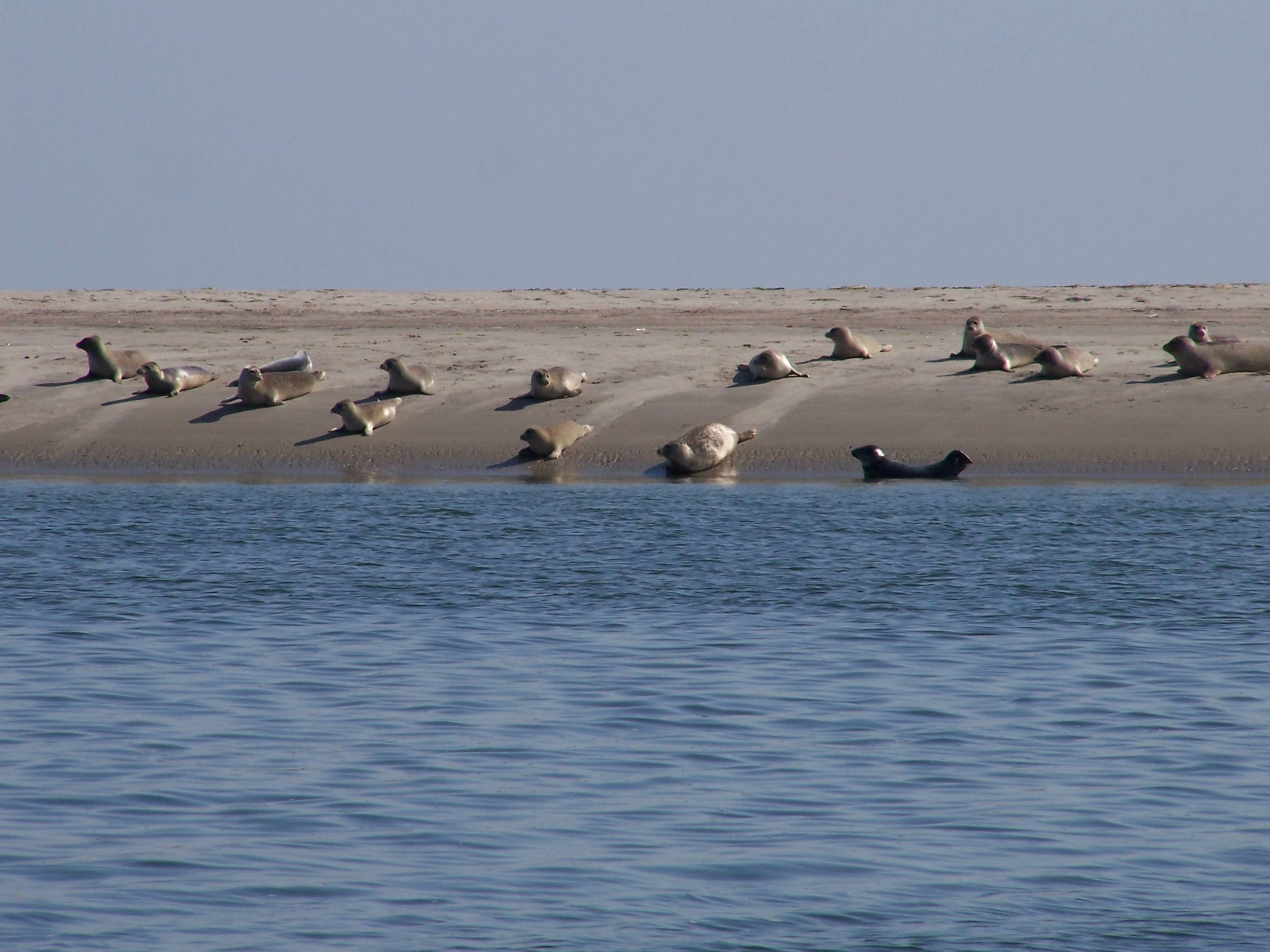
Seehunde bei Fanø

Nachdem große Wale seit der frühen Neuzeit ganz aus dem Wattenmeer verschwanden und Kegelrobben sich nach mehreren hundert Jahren der Nachstellung wieder etablieren konnten, kommen im Wattenmeer drei Säugetierarten vor:
der Seehund, das häufigste Säugetier, mit einem Verbreitungsschwerpunkt im Norden des Wattenmeers, die Kegelrobbe, die vor allem im Süden zu finden ist, und der Gewöhnliche Schweinswal, den es in der gesamten Nordsee gibt, der sich aber oft und insbesondere zur Geburt in die See/Watt-Übergangszone im nördlichen Wattenmeer zurückzieht.
Dabei nahm sowohl die Zahl der Kegelrobben als auch der Seehunde in den letzten Jahrzehnten zu, die Seehunde konnten nach zwei Epidemien der Seehundstaupe jeweils innerhalb weniger Jahre ihren Bestand regenerieren.
Die Kegelrobbe war aufgrund der Jagdtätigkeit des Menschen im Wattenmeer bereits ausgestorben. Erst seit den 1980er Jahren tritt sie wieder an der niederländischen Küste auf. Der Bestand ist robust, nimmt im Schnitt um 20 % im Jahr zu und lag 2005 bei 1500 Tieren. Sie beginnt sich zudem von der niederländischen Küste aus weiter nach Osten und Norden auszudehnen. So sind im Schleswig-Holsteinischen Wattenmeer mittlerweile etwa 160 Tiere, im niedersächsischen Wattenmeer etwa 40 und vor Helgoland, selbst nicht Teil des Wattenmeers, aber wichtiger Bezugspunkt für fast alle Meeressäuger des Wattenmeers, etwa 150 Tiere.
Im Gegensatz zu den Kegelrobben kamen Seehunde beständig im Wattenmeer vor. Ihr Bestand war bis in die 1970er Jahre allerdings auf unter 3000 Exemplare gesunken und stieg erst durch Einstellung der Jagd bis auf etwa 10.000 Seehunde Ende der 1980er Jahre an. Die Niederlande verboten die Jagd 1962, 1971 folgte Niedersachsen, 1973 Schleswig-Holstein und 1977 Dänemark. Nachdem die Seehundstaupe die Zahl der Tiere auf etwa 4400 im Jahr 1989 gedrückt hatte, hatte sich der Bestand bis 2002 schon wieder auf über 20.000 Tiere erholt. Eine zweite Epidemie verringerte die Zahl wieder auf 9000, seit 2007 aber gilt der Bestand wieder als erholt. Ende 2021 wird der Bestand der Seehunde im gesamten Wattenmeer auf 40.000 geschätzt. Er kann als ein Indikator für den guten ökologischen Zustand des Wattenmeeres angesehen werden. Mit der Kolonie vor Helgoland besteht ein reger Austausch, seltener mit den Tieren vor der englischen Küste oder in Skagerrak und Kattegat.
Über den Schweinswal existieren naturgemäß weniger präzise Zahlen, da dieser sich nicht wie die Seehunde auf Sandbänken zählen lässt. Insgesamt gehen Biologen von 230.000 Exemplaren in der gesamten Nordsee aus, wobei in den wattenmeernahen Gebieten eine deutliche Häufung, insbesondere von Müttern mit Kälbern vorkommt. Dies gilt insbesondere für den Bereich westlich von Sylt, lässt sich aber auch an der niederländischen Küste nachweisen.

## Einfluss des Menschen auf das Wattenmeer
Das Wattenmeer war immer eine dynamische Landschaft. Bei nur geringeren Änderungen des Meeresspiegels konnten große Gebiete im Meer versinken, unbewohnbar werden, oder wieder als Besiedlungsfläche zur Verfügung stehen. Sturmfluten erschwerten das Leben an der Küste ebenso wie die zahlreichen Sümpfe und Moore. Die frühe Besiedlungsgeschichte ist deswegen lückenhaft, archäologische Stätten versanken ebenso im Meer wie Menschen das Gebiet immer wieder jahrhundertelang mieden. Bis heute stellt der Küstenschutz ein dominierendes Thema für das Leben am Watt dar, das Festland ist von Deichbau und Entwässerung geprägt, das Meer und seine Sedimente bestimmen den Kulturraum bis heute.

### Erste Besiedlungsversuche

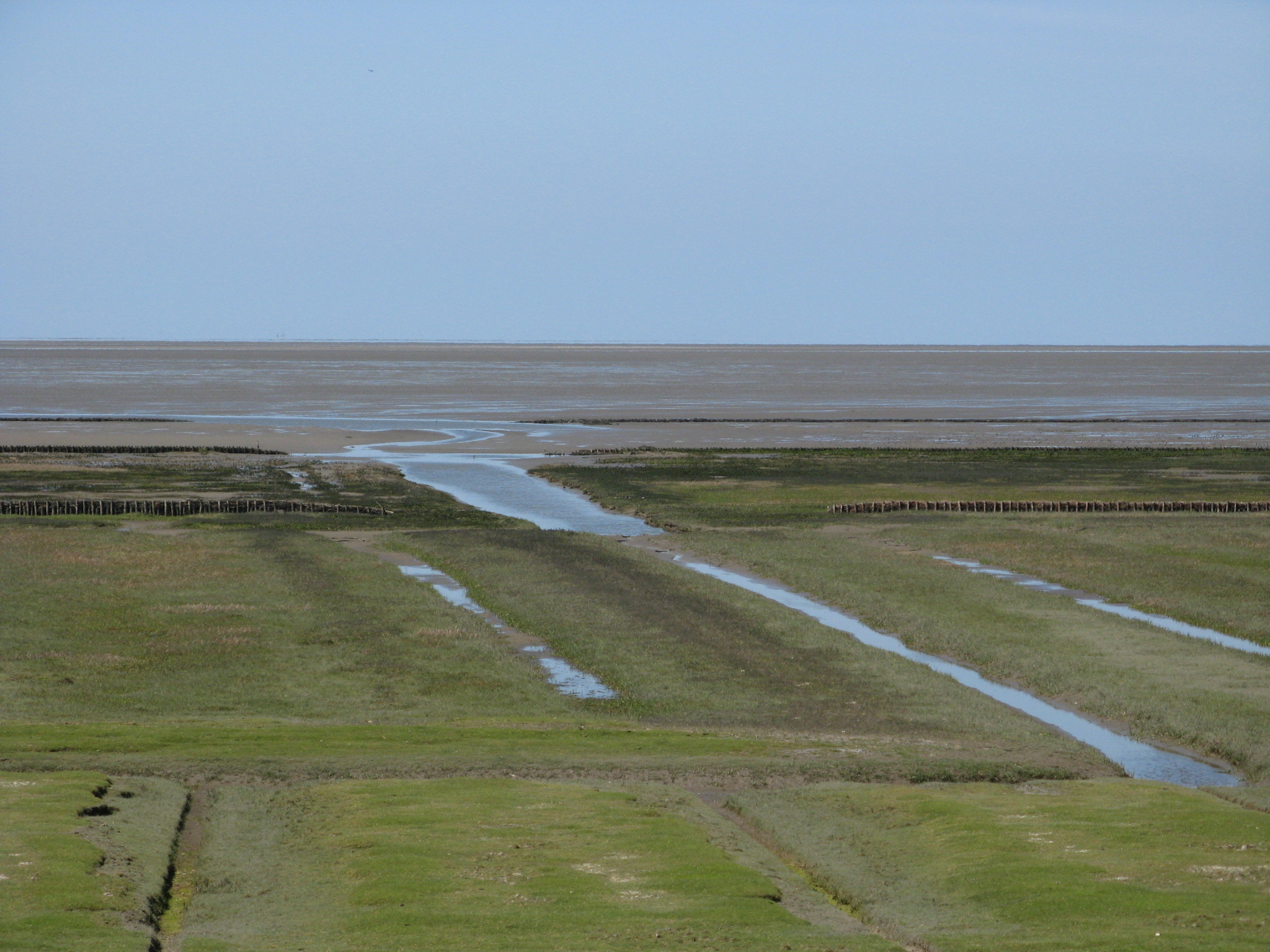
Gestaltetes Deichvorland

Seitdem der Mensch vor etwa 1000 Jahren begann, die Küste durch umfangreiche Besiedlungsmaßnahmen zu verändern, und insbesondere seitdem er vom Warft- zum Deichbau überging, veränderte er die Landschaft sehr stark. An die Stelle des amphibisch geprägten Übergangs zwischen dauerhaft unter Wasser stehenden Gebieten über permanent und teilweise den Gezeiten unterliegenden Regionen zu Flussniederungen und Marschen entstand ein klarer Übergang vom Land (hinter dem Deich) zum Wattenmeer (davor). Viele Flächen des Übergangs gingen dadurch verloren.
Während der letzten Eiszeit war die gesamte südliche Nordsee Festland (Doggerland). Spuren menschlicher Besiedlung ebenso wie landlebende Wildtiere lassen sich nachweisen. Entsprechende Überreste werden gelegentlich von Trawlern gefunden. Prinzipiell sind diese Überreste aber durch die weitere geologische Aktivität unter dem Meeresspiegel und viele Meter Sediment verschwunden, sodass sich über diese Periode kaum verlässliche Aussagen machen lassen. Als Jäger und Sammler lebten die Menschen also bereits mehrere tausend Jahre in der Gegend, bevor das Wattenmeer sich bildete.
Erst aus der Jungsteinzeit liegen zuverlässig erreichbare Fundstellen im Watt zwischen Eiderstedt und Föhr sowie bei Fanø vor, die die Existenz von Menschen aus dem 3. und 2. Jahrtausend v. Chr. nachweisen. Dann tauchen erst wieder aus den Jahren 200 bis 500 einzelne Artefakte auf, die sich zwischen Japsand und Pellworm im nordfriesischen Wattenmeer finden lassen und eine Wiederbesiedlung nachweisen. Zwischen dem 4. und dem 7./8. Jahrhundert wiederum fehlen an der gesamten Küste Spuren menschlichen Lebens, sodass vermutlich gestiegene Wasserstände und Sturmfluten die Menschen wieder weiter ins Binnenland vertrieben haben.
Da die Landwege zu dieser Zeit in den von Sümpfen durchsetzten Küstenregionen oft nicht benutzbar waren, vollzog sich die Besiedlung meist über die See. So waren die nordfriesischen Uthlande mehrere Jahrhunderte vor den Festlandgebieten besiedelt. Die Siedler, Friesen, wanderten im 8. Jahrhundert n. Chr. überwiegend aus dem Gebiet der heutigen Niederlande zu; sie zogen über die Nordsee nach Nordfriesland. Diese Neusiedler waren viel enger mit dem Meer verbunden als die südlich, zwischen Elbe- und Eidermündung ansässigen Dithmarscher, die zu den nordelbischen Sachsen zählen und kein Seefahrer-, sondern ein Bauernvolk waren. Auch die Wikinger, hier besonders die Dänen, nutzten die Gezeitenströme schon früh als Seehandelswege und etablierten sich auf den Nordfriesischen Inseln.

### Warften, Ringdeiche, Winterdeiche und Katastrophenfluten

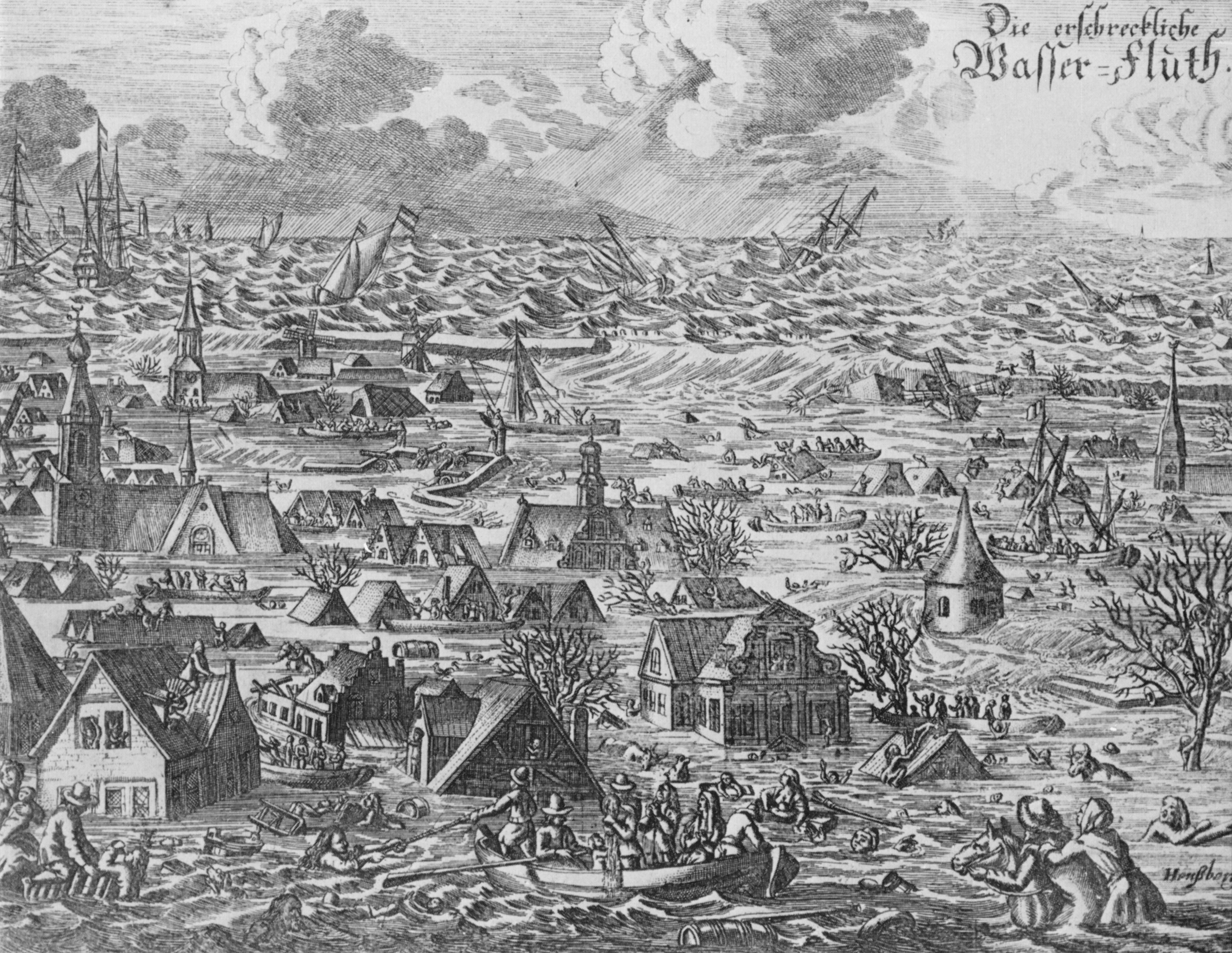
Jahrhundertelang versuchte der Mensch die Küste des Wattenmeers zu besiedeln, wurde aber immer wieder vom Wasser vertrieben

Bis zum Mittelalter lebten die Menschen vor allem auf natürlichen Erhöhungen am Watt, oftmals Geestkerne in der Marsch oder Nehrungen. Dementsprechend niedrig war die Bevölkerungszahl. Erst mit der Entwicklung größerer Küstenschutzprojekte begannen Menschen, in größeren Mengen sesshaft zu werden. Sie bauten künstliche Erhöhungen, die Warften. Daraus entwickelten sich Ringdeiche, die durch Sommerdeiche erweitert wurden, schließlich kamen Winterdeiche. An der gesamten Küste begannen die Menschen sich dauerhaft zu etablieren und sich vor dem Meer zu schützen. Generell ging die Entwicklung dabei vom südwestlichen Teil der Küste aus und wanderte nach Osten und Norden. Einzig Dänemark bildet hier eine gewisse Ausnahme; im Vergleich zu weiter südlich gelegenen Gegenden sind hier die Marschstreifen so schmal, dass oftmals mit dem Eindeichen erst im 19. und 20. Jahrhundert begonnen wurde und es immer noch Gebiete ganz ohne Deich gibt.
Mit diesen Deichen allerdings stieg auch die Zahl der Siedler und der Wert ihrer Besitztümer. Erst durch den Deichbau konnte es zu den Katastrophenfluten wie der Groten Mandränke von 1362 kommen, bei der Tausende von Menschen im Meer ertranken. Große Buchten wie der Jadebusen und der Dollart bildeten sich im Mittelalter, als hunderte Quadratkilometer Land versanken. Einzelne Inseln wie Bosch, Heffesand oder Corensant sind ganz im Meer versunken, von anderen wie der großen nordfriesischen Insel Strand blieben nur kleine Überreste übrig, während prosperierende Siedlungen wie Rungholt ebenfalls im Watt versanken. Dabei waren wahrscheinlich nicht nur natürliche Faktoren wie Stürme oder ein starker Anstieg des Meeresspiegels verantwortlich, sondern beispielsweise auch der Schwarze Tod, der die Bevölkerung nachhaltig schwächte und die aufwändige Deicherhaltung vermutlich stark einschränkte.
Insbesondere dort, wo im Mittelalter und der Frühen Neuzeit große Landstriche Katastrophenfluten zum Opfer fielen und im Meer versanken, bietet sich mittlerweile ein reichhaltiges archäologisches Betätigungsfeld im Meer. Kulturspuren tauchen bei günstigen Wind- und Strömungsverhältnissen vor den Küsten und Halligen auf und erlauben die Rekonstruktion des mittelalterlichen und frühneuzeitlichen Lebens an der Küste. Deutlich sichtbare Spuren finden sich auf dem Gebiet der ehemaligen Insel Strand im nordfriesischen Wattenmeer, im Jadebusen, dem Dollart, aber auch bei Neuharlingersiel und im ehemaligen Land Wursten.

### Moderner Küstenschutz seit 1953 und Vorlandmanagement
Nach den schweren Sturmfluten 1953 in den Niederlanden und 1962 in Deutschland wurden die Deichlinien begradigt, teilweise neue Deiche erbaut und der Rest um mindestens einen Meter erhöht und der Neigungswinkel weiter verflacht, so dass die modernisierten Deiche bis heute allen weiteren Fluten standgehalten haben. Obwohl die Sturmfluten 1976 und 2007 neue Rekordstände an Wasserhöhe aufwiesen, gab es keine Todesopfer mehr. Im Rahmen des Anstieges der Meeresspiegel, der seit Jahren messbar ist und in Verbindung mit neuen Kenntnissen werden die Anforderungen an die Deiche immer wieder überprüft, die umfangreichen Baumaßnahmen zur weiteren Verbesserung der Deiche absehbar werden lassen.
Alle Küstenländer haben ein umfangreiches Küstenschutzprogramm; während Deutschland und die Niederlande den Anspruch haben, alle Gebiete hinter der Deichlinie komplett zu schützen, betreibt Dänemark ein Abwägungsmanagement, bei der auch Bevölkerungszahl und Vermögenswerte eine Rolle spielen.
Dabei spielt neben dem direkten Schutz durch Deiche auch das Vorlandmanagement eine große Rolle. Salzwiesen werden im gesamten Wattenmeer erhalten und nach Möglichkeit verstärkt, in großen Teilen auch durch Schafe beweidet, was allerdings auch Konflikte mit dem Naturschutz bedeutet. So wurden beispielsweise vor Friedrichskoog größere Flächen der Salzwiesen durch einen künstlichen Graben für die Schafe unerreichbar gemacht. Sandvorspülungen sind insbesondere in den Niederlanden weit verbreitet und kommen in Deutschland regelmäßig nur vor den Inseln Norderney, Langeoog, Föhr und besonders Sylt vor. Dort dienen sie ebenso dem Küstenschutz wie dem Erhalt touristisch wertvoller Sandstrände. Ehemals weit verbreitete Küstenschutzbauwerke wie Wellenbrecher, Buhnen, Tetrapoden und ähnliche wurden in den letzten Jahrzehnten aufgrund ihrer zweifelhaften Erfolgsbilanz ausgemustert und werden nur noch in seltenen Fällen aufgebaut oder erhalten.
Gleichzeitig aber deichten die Menschen weiter umfangreiche Feuchtgebiete und Flussmündungen ein. Die Wellen laufen direkt auf eine starre Küste auf und treffen so mit wesentlich höherer Energie auf die Deiche. Die Abdämmung von Flussmündungen schützt zwar die Gebiete direkt an den Mündungen, setzt allerdings das Gebiet weiter flussaufwärts stärkeren Sturmflutrisiken und einem größeren Einfluss des Wassers aus. So stieg beispielsweise an der Unterweser der Tidenhub von 13 Zentimetern im Jahr 1882 auf 4,18 Meter im Jahr 2005, da die Flut nun nicht mehr über Brackwatten und Salzwiesen läuft, sondern in einem Trichter eingefangen und verstärkt wird.

### Landgewinnung

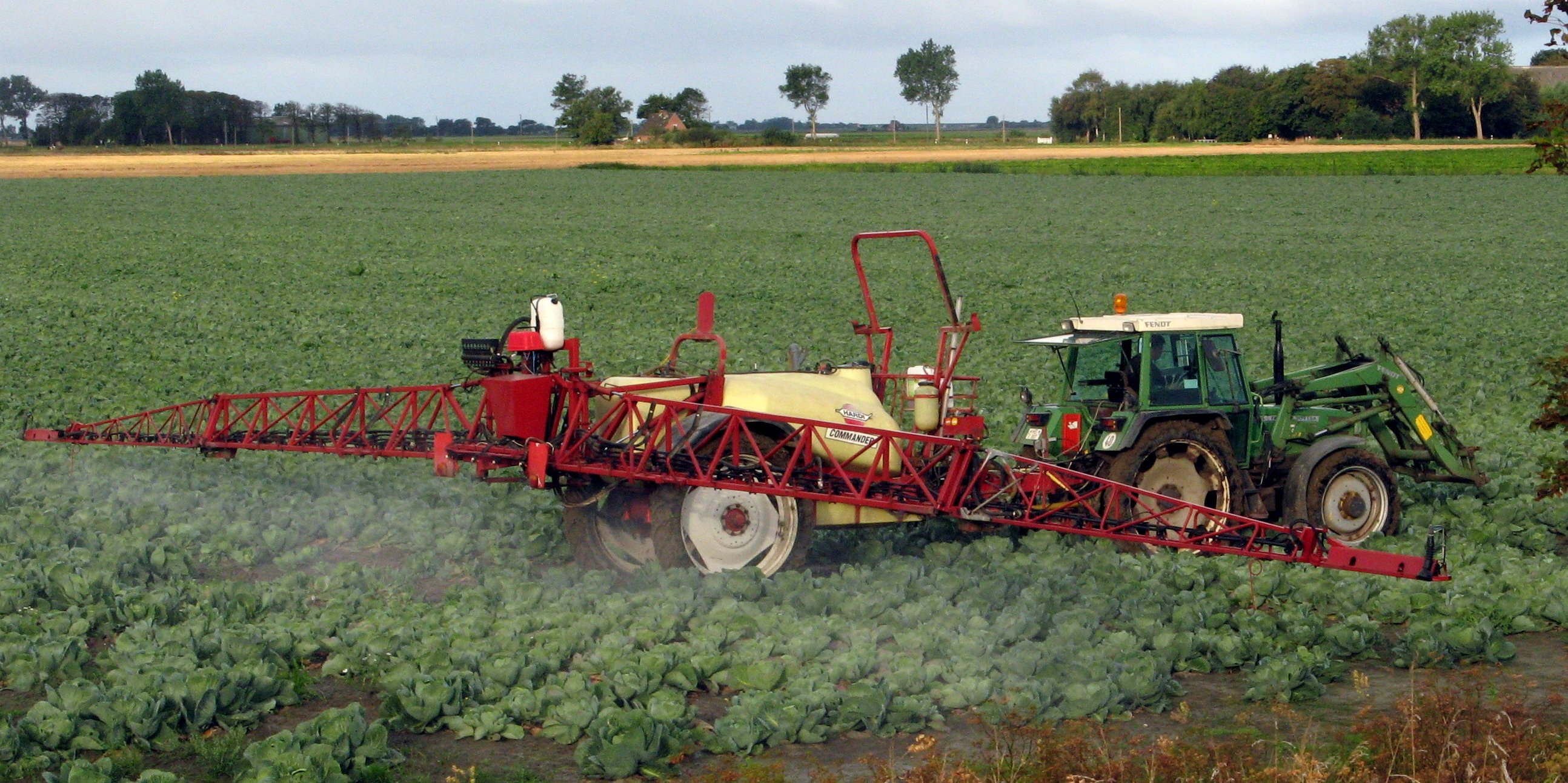
Auf einstigen Watten und Salzwiesen findet nach Trockenlegung und Entsalzung heute intensive Landwirtschaft statt

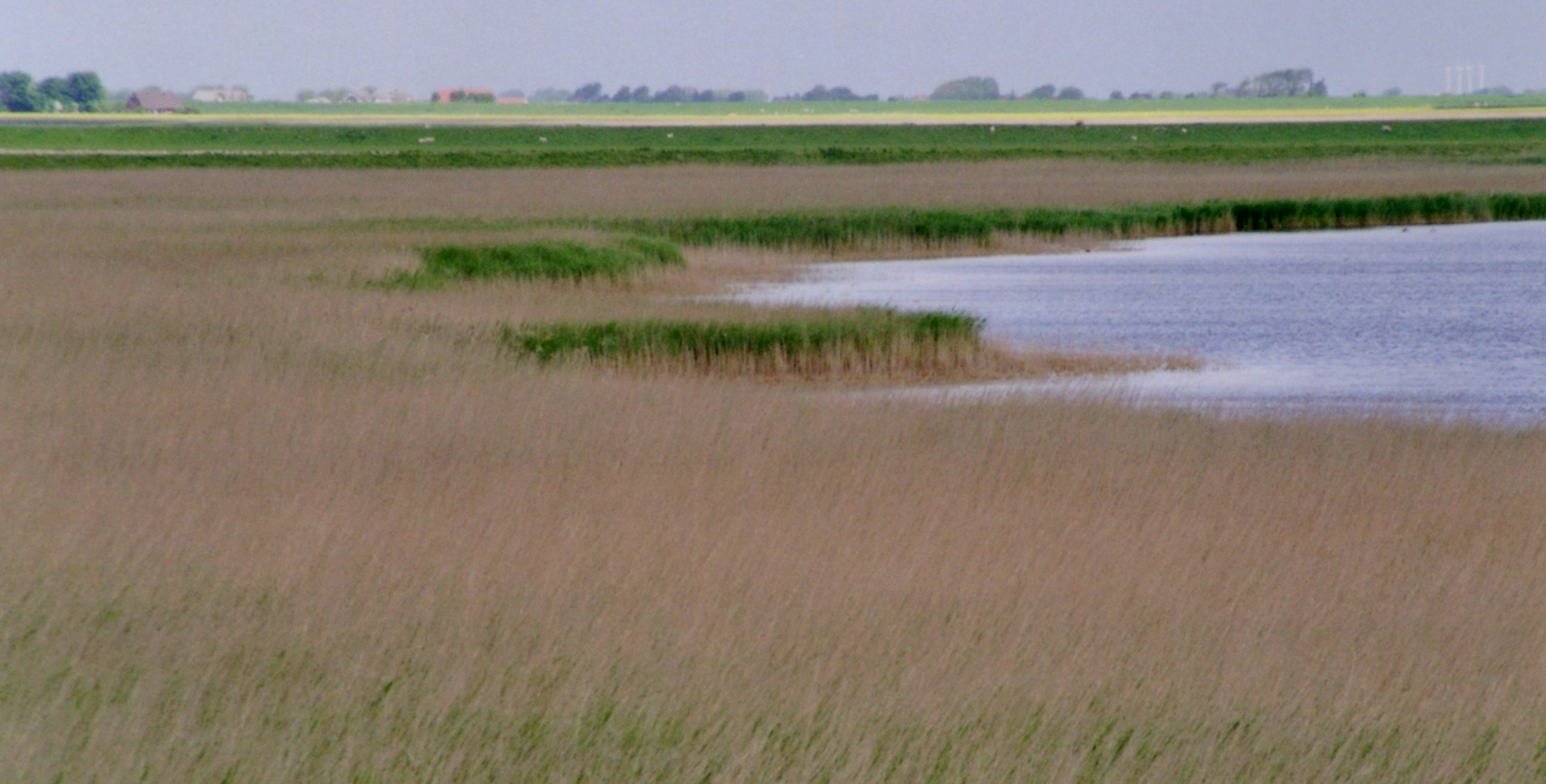
In der zweiten Hälfte des 20. Jahrhunderts werden neu eingedeichte Flächen nicht mehr vorrangig landwirtschaftlich genutzt

Mit Hilfe von Lahnungen betrieb er Landgewinnung, um den Anstieg des Landes zu beschleunigen. Dabei deichte er seit dem Mittelalter etwa ein Drittel der Fläche des Wattenmeers ein und gestaltete diese in Festland um. Indem er auch durch die Deiche Überflutungen ganz verhinderte und Wasser nur noch vom Land in die See floss, entsalzte er die Salzmarschen, sodass nach der Entsalzung Köge und Polder mit fruchtbarem Marschland entstanden. Sicherte er die Deiche nicht genug, kam es aber immer wieder bei Sturmfluten zu dramatischen Deichbrüchen; bei einzelnen Katastrophenfluten wie der Burchardiflut 1634 konnten ganze Inseln verloren gehen, die Marsch wurde wieder Teil des Wattenmeers.
Während das Wattenmeer vor dem Deich noch eine weitgehend unveränderte Großlandschaft ist, beginnt mit dem Deich eine umfassend vom Menschen beeinflusste Zone. Waren Brackwatten, große Salzwiesen, Moore und Sümpfe einst integraler Teil des Wattenmeers, sind die Moore größtenteils abgetragen und entwässert, die Salzwiesen entsalzt, das ganze Land unterliegt einer dauernden Entwässerung und wird vor allem zu einer hochindustrialisierten landwirtschaftlichen Produktion genutzt.
Durch den Abbau von Torf in Mittelalter und früher Neuzeit, der sowohl zum Heizen als auch zur Salzgewinnung genutzt wurde, legten die Menschen das Land über weite Abschnitte tiefer und steigerten damit das Risiko eines Landverlustes bei Sturmfluten. Brach einmal der Deich, floss das Wasser nicht mehr zurück ins Meer, da nun das Festland tiefer lag als das Watt. So fanden sich Überreste der Insel Alt-Nordstrand noch lange Jahre nach der Burchardiflut von 1634. Da die Menschen aber nicht mehr in der Lage waren den Deich zu reparieren und das Inselland Ebbe und Flut ausgesetzt war, bildete sich dort im Laufe der Zeit der Heverstrom.
An der gesamten Küste begann man spätestens im 18. Jahrhundert mit Landgewinnung in größerem Stil. Technische Innovationen erleichterten den Deichbau und die Entwässerung, gesellschaftliche Innovationen erlaubten den Einsatz größerer Menschen- und Kapitalmengen und erleichterten die dauerhafte Organisation der Deichpflege. Während allerdings die Niederländer Landgewinnung im großen Stil betrieben (siehe u. a. die Zuiderzeewerke) und auch die Dithmarscher ihr Land dauerhaft vergrößern konnten, gelang es weder in Ost- noch in Nordfriesland, die Landgebiete komplett zurückzugewinnen, die durch die Sturmfluten früherer Jahrhunderte verlorengingen.
Durch den Fortschritt der Technik gelang es im 20. Jahrhundert, auch größere Gebiete im Watt, die vorher unerreichbar gewesen wären, zu bebauen. Der Hindenburgdamm von 1927 und der nördlich davon gelegene Rømødæmningen (dt.: Rømø-Damm) von 1948 veränderten die Strömungsverhältnis in der Sylt-Rømø-Wattenmeerbucht erheblich. Große Polder und Köge wie die im IJsselmeer, aber auch der Hauke-Haien-Koog, ließen große Gebiete des Wattenmeers verschwinden und änderten Strömungs-, Sedimentations- und biologische Verhältnisse in den nahe gelegenen Noch-Watt-Regionen erheblich. Die Abdämmung von Flüssen und Mündungstrichtern, die schon im 15. Jahrhundert begonnen hatte, kulminierte im Großprojekt des Eidersperrwerks. Hier gingen große Brackwasserbereiche verloren; gerade bei Sturmfluten steht kein großer Inlandsbereich mehr zur Verfügung, an dem die Flut sich auslaufen kann, sondern sie trifft mit voller Gewalt auf die Küste.
Erst seit dem Ende des 20. Jahrhunderts betreibt der Mensch diese Landgewinnung nur noch eingeschränkt und mehr zum Schutz bestehender Küsten denn zur Gewinnung von Ackerland. Neuere Köge wie der Dithmarscher Speicherkoog, der Hauke-Haien-Koog oder der Beltringharder Koog beherbergen ausgedehnte Naturschutzgebiete und lassen vergleichsweise wenig oder gar keine landwirtschaftliche Nutzung mehr zu.

### Nähr- und Schadstoffe
Direkt in das Wattenmeer fließen IJsselmeer, Ems, Weser, Elbe und Eider sowie zahlreiche kleinere Flüsse und küstennahe Entwässerungsgräben. Bedingt durch die Küstenströmungen gelangt auch ein Großteil des Wassers aus dem Rhein-Maas-Delta in das Watt. Abwässer und Verunreinigungen, die diese Flüsse mit sich führen, üben daher einen großen Einfluss auf das Wattenmeer aus. Während Abwässer und Fäkalien schon lange in den Flüssen landeten, begann dies an der Nordsee erst Mitte des 20. Jahrhunderts zu einem großen Problem zu werden. Die industrialisierte Landwirtschaft sorgte ab den 1950er Jahren für einen massiv gestiegenen Einfluss von Dünger in das Watt und damit für eine außerordentliche Nährstoffanreicherung. Der Stickstoffanteil im Watt liegt heute etwa beim achtfachen Wert des Vorindustrialisierungsstandes, die Primärproduktionsrate ist etwa fünf- bis sechsmal so hoch. Die Abwasserbelastung nahm stark zu, seitdem Pestizide (wie DDT), Chlororganische Verbindungen (wie PCB), Endokrine Disruptoren (wie TBT) und Schwermetalle ebenfalls seit den 1950er Jahren in hohem Ausmaß ins Wattenmeer gelangen.

### Fischerei

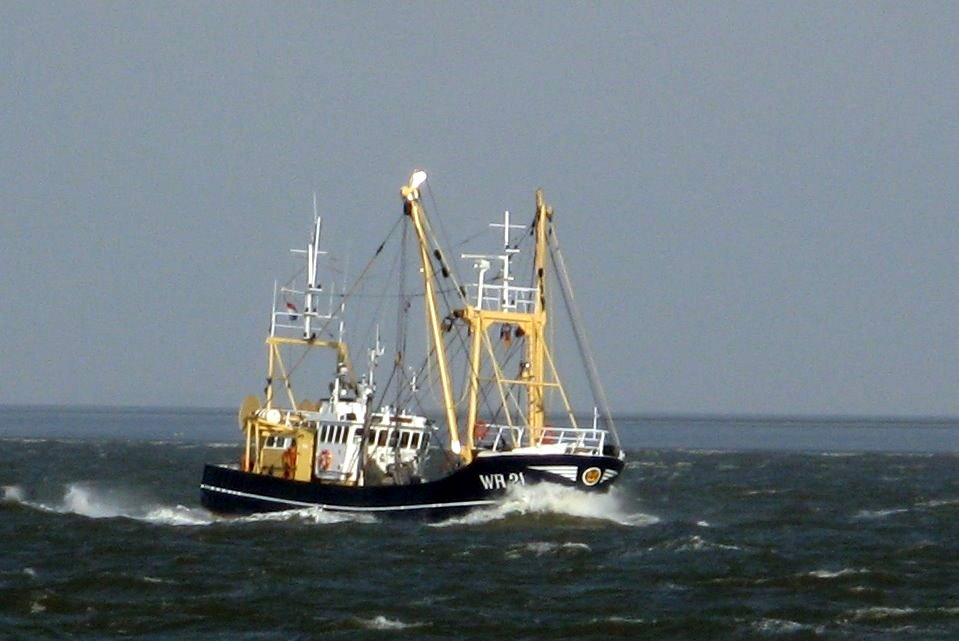
Trawler im Priel, im Hintergrund ist der Wattsockel zu erkennen

Fischfang ist eine der stärksten Belastungen für das Ökosystem Wattenmeer. Insbesondere die industrielle Gammelfischerei und die Stellnetzfischerei sind so konzipiert, dass sie relativ wahllos alles einfangen, was in die Reichweite des Netzes kommt, und bilden so eine Gefahr für das gesamte Ökosystem. Zu einem Großteil ist diese Art der Fischerei deshalb im Wattenmeer selbst verboten, stellt aber noch eine Gefahr für alle marinen Lebewesen dar, sobald sie die offizielle Grenze des Wattenmeers überschreiten. Die im Watt übliche traditionelle Schleppnetzfischerei weist, wenn auch in kleinerem Maßstab, ähnliche Probleme auf. Von den etwa zwanzig Arten, die Anfang des 20. Jahrhunderts noch kommerziell befischt wurden, können nur noch zwei, Nordseegarnelen und Miesmuscheln, in größerer Zahl, sowie Herzmuschel, Scholle, Seezunge und Flundern in kleinerem Ausmaß befischt werden. Die anderen Arten konnten mit ihrem Bestand nicht der Überfischung standhalten.
Im Laufe der Geschichte schädigte die Fischerei nicht nur die Lebewesen, die direkt von ihr betroffen waren, sondern auch das Ökosystem an sich. Durch Fischerei und Jagd rottete der Mensch alle größeren Raubtiere des Watts aus, ebenso wie viele Arten, die aktiv am Entstehen des Habitats beteiligt waren. Andere Arten, die sich teilweise mit großem Erfolg im Watt etablieren konnten, führte er ein.
Durch die Überfischung zwischen 1877 und 1920 im Wattenmeer ausgestorbene Europäische Auster bildete durch ihre Muschelbänke einen vergleichsweise massiven Schutzwall gegenüber dem Meer, den die nachrückende Miesmuschel so nicht aufbauen kann. Der Röhrenwurm Sabellaria spinulosa bildete bis zu einem Meter hohe stabile Riffe aus Sand, die die Sedimentablagerung förderten und die Gewalt des Meeres etwas einschränkten. Diese wurden jedoch in den 1950er Jahren von den Fischern bis auf wenige Relikte zerstört, da sie den Garnelenfang mit dem Schleppnetz behinderten.
Gleichzeitig liefert die enorme Produktivität des Wattenmeers auch Nachschub für die Fischerei. Während Nordseegarnelen unbeschränkt gefangen werden dürfen, unterliegt der Muschelfang Lizenzen. Die Fischer der drei Länder ziehen im Schnitt jährlich 74.000 Tonnen Miesmuscheln sowie 34.000 Tonnen Herzmuscheln aus dem Meer; letztes ist nur noch in den Niederlanden erlaubt. Für alle kommerziell in der Nordsee gefangenen Fischarten stellt das Watt eine wichtige Kinderstube dar.

### Schifffahrt
Das Wattenmeer ist ein äußerst anspruchsvolles Seegebiet. Es ist flach, weist starke Strömungen auf, erfordert Achtung für die Gezeiten, und ständig ändert sich die Lage von Sandbänken und Fahrrinnen. Es liegt in der Westwindzone, die durch schnell wechselnde Wetterlagen, zahlreiche Sturmlagen und oftmals eingeschränkte Sichtweiten gekennzeichnet ist. Während das innere Wattenmeer im Vergleich zur offenen Nordsee noch sturmgeschützt ist, haben insbesondere die Außengebiete der friesischen Inseln und die Zufahrtswege ins Wattenmeer eine jahrhundertealte Reputation als Schiffsfriedhof. Mittlerweile stellen die von den Strömungen bewegten Schiffswracks selbst eine ernsthafte Gefahr für den Schiffsverkehr dar. Insbesondere die Zufahrtswege nach Amsterdam, Kampen, Enkhuizen, Hoorn, Stavoren und Harlingen sind ergiebige Fundstellen für Schiffsarchäologen. Aber auch an der deutschen Nordseeküste stellten sich die widrigen Klima- und Küstenbedigungen stets als Problem heraus. So war das Wattenmeer schon vergleichsweise früh flächendeckend mit Leuchttürmen versehen, die auch zu den prominentesten ihrer Art gehören: in Deutschland beispielsweise Roter Sand und Westerheversand.

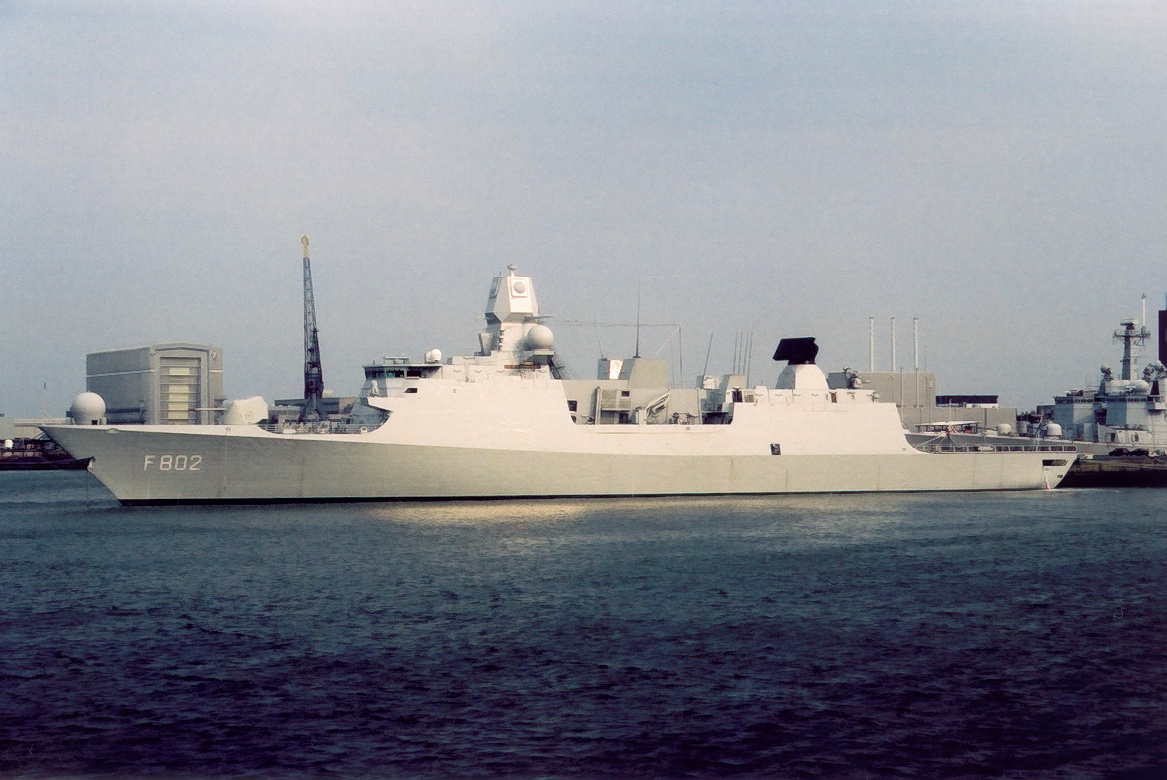
Den Helder
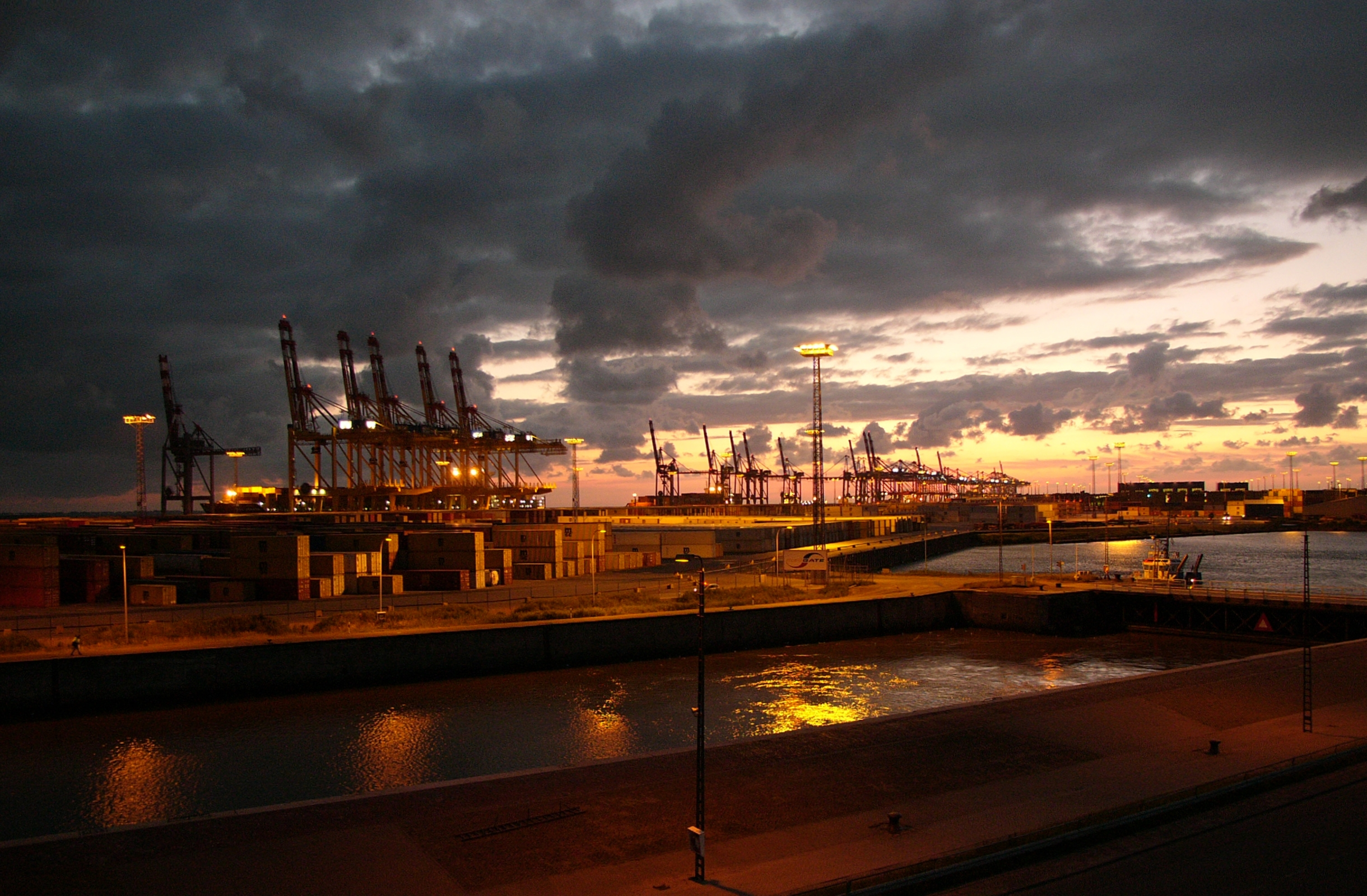
Bremerhaven
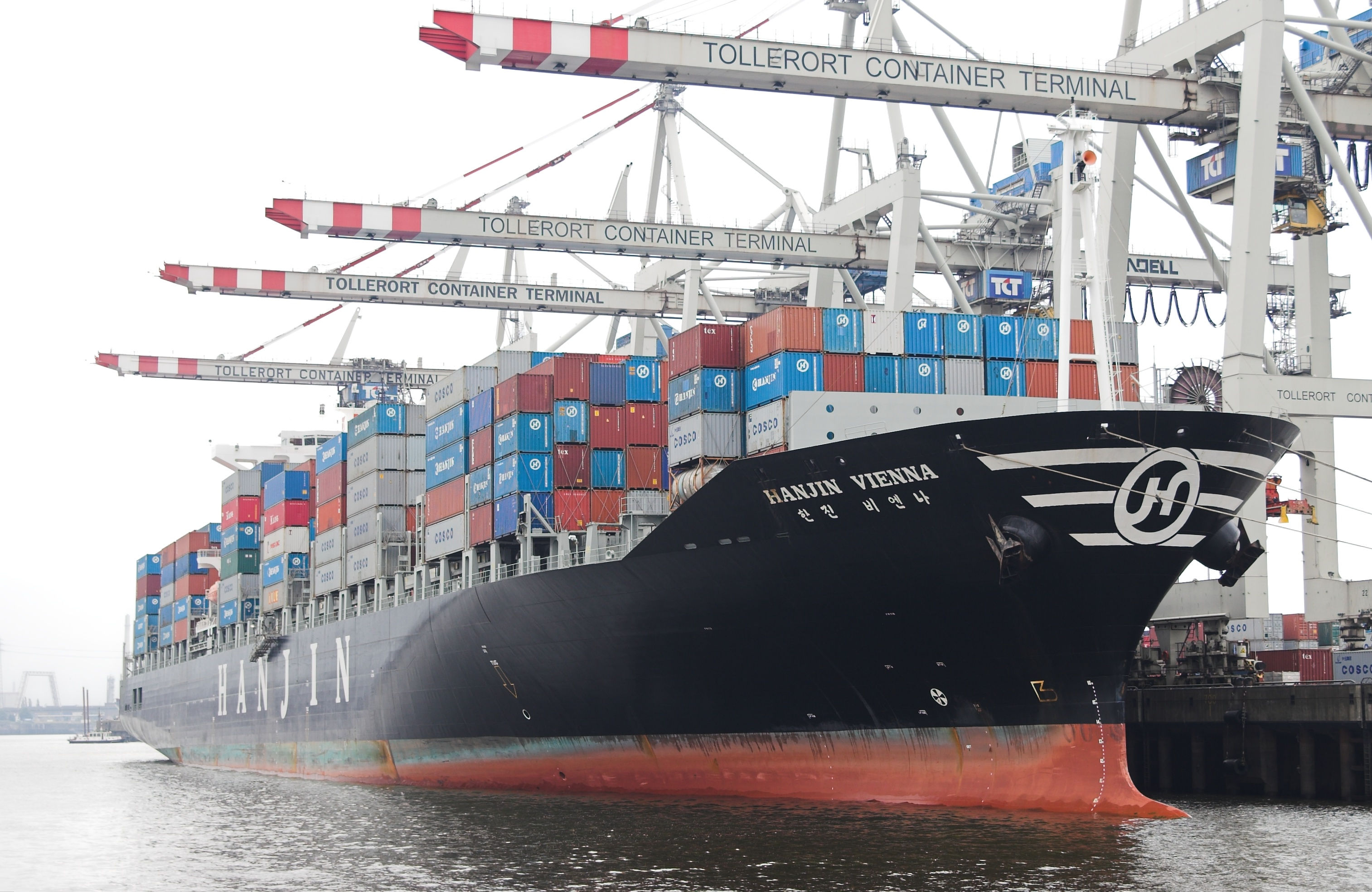
Hamburg
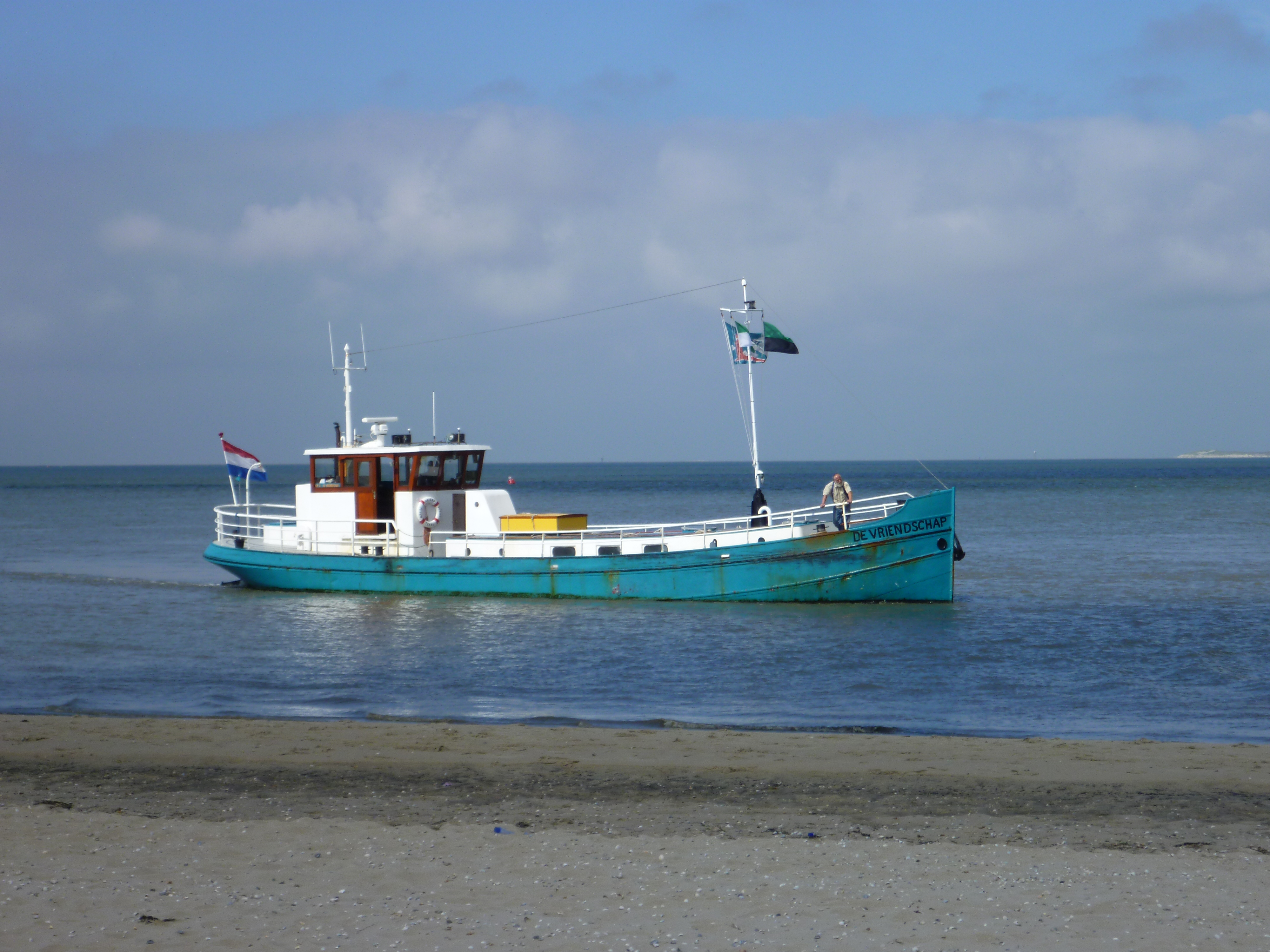
Fähre im Bereich der Westfriesischen Inseln

Aufgrund seiner Lage im stark industrialisierten Nordwesteuropa liegen einige der wichtigsten Häfen Europas am Wattenmeer, mehrere stark befahrene Schifffahrtslinien führen direkt durch das Meer. Schiffe aus Bremerhaven, Wilhelmshaven, Hamburg, Esbjerg, aus dem Nord-Ostsee-Kanal und aus zahlreichen mittelgroßen und kleineren Häfen fahren zwangsläufig durch das Gebiet. Dabei fahren alle Schiffsklassen und -typen durch die Schifffahrtsrouten im Wattenmeer, von kleinen Freizeitbooten bis hin zu großen Tankern und Containerschiffen. Sie tragen dabei unter anderem Gefahrgüter aller Art, wobei insbesondere fast das gesamte Erdöl, das nach Nord- und Nordwesteuropa geliefert wird, von mengenmäßiger Bedeutung ist.
Der Schiffsverkehr beeinflusst das Wattenmeer durch Lärmverschmutzung und durch über Bord gegangene Ladung, vor allem aber durch Öl und andere Chemikalien, die bei Unfällen, aber auch durch illegale Entsorgung ins Wasser gelangen. Unglücke gab es bisher kaum im Wattenmeer, die Unfallrate ist ausgesprochen niedrig. So gab es in den Jahren 1995–1999 knapp 800.000 Schiffsbewegungen in der deutschen Nordsee, wobei es nur 100 Zwischenfälle gab, von denen einige den Einsatz von Schleppern notwendig machten. Bekanntester und bisher gravierendster dieser Zwischenfälle im Wattenmeer war der Untergang der Pallas vor Amrum.

### Ölbohrungen und Ölförderungen im Wattenmeer

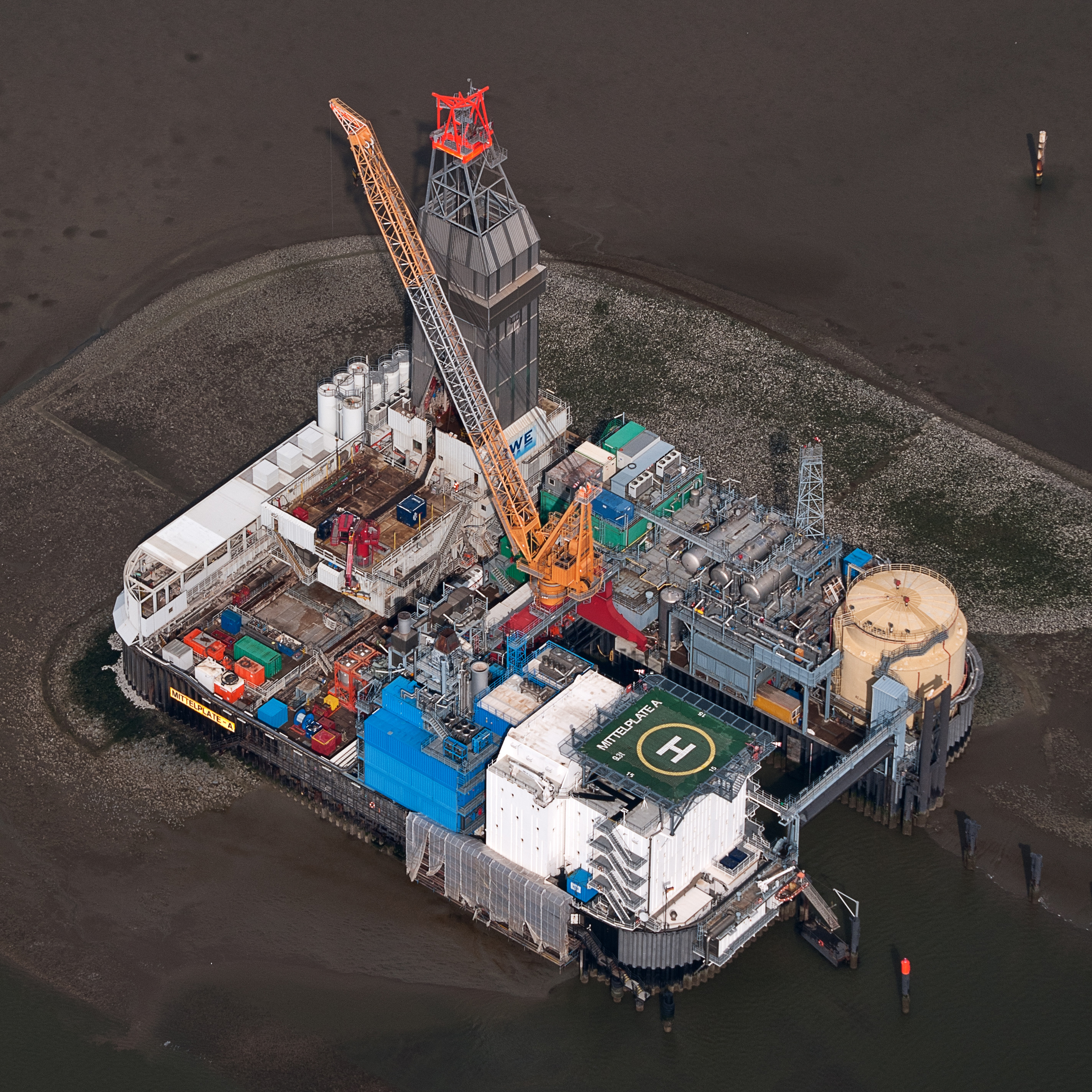
Bohrplattform Mittelplate vor der Dithmarscher Küste im Wattenmeer

Sieben Kilometer vor der Küste, am südlichen Rand des Nationalparks Schleswig-Holsteinisches Wattenmeer, auf einer Sandbank im Bereich der Mittelplate wird seit 1987 aus 2000 bis 3000 Meter Tiefe Öl gefördert. 2010 betrug die Jahresproduktion des Ölfeldes Mittelplate rund 1,4 Millionen Tonnen Öl. Damit ist es förderstärkste Ölfeld in Deutschland.
Bis 2005 erfolgte der Öl-Transport mit Schiffen zum Ölhafen in Brunsbüttel. Danach wurde das Öl allein über eine 10 km lange Pipeline von der Plattform durch das Watt nach Dieksand, Friedrichskoog gefördert. Da die Röhre die höchste Schutzzone des Nationalparks quert, war sie umstritten. Die unterirdische Pipeline wurde jedoch als sicherer und umweltschonender betrachtet als der Transport mit Schiffen, der jährlich mit rund 2000 Schiffsbewegungen im Wattenmeer stattfand.
Das bei der Förderung anfallende Ölgas wird auf der Förderplattform verstromt. Ab 2008 wird über zwei Stromkabel (neben der Pipelinetrasse) der überschüssige Strom an das Festland geliefert.

### Tourismus

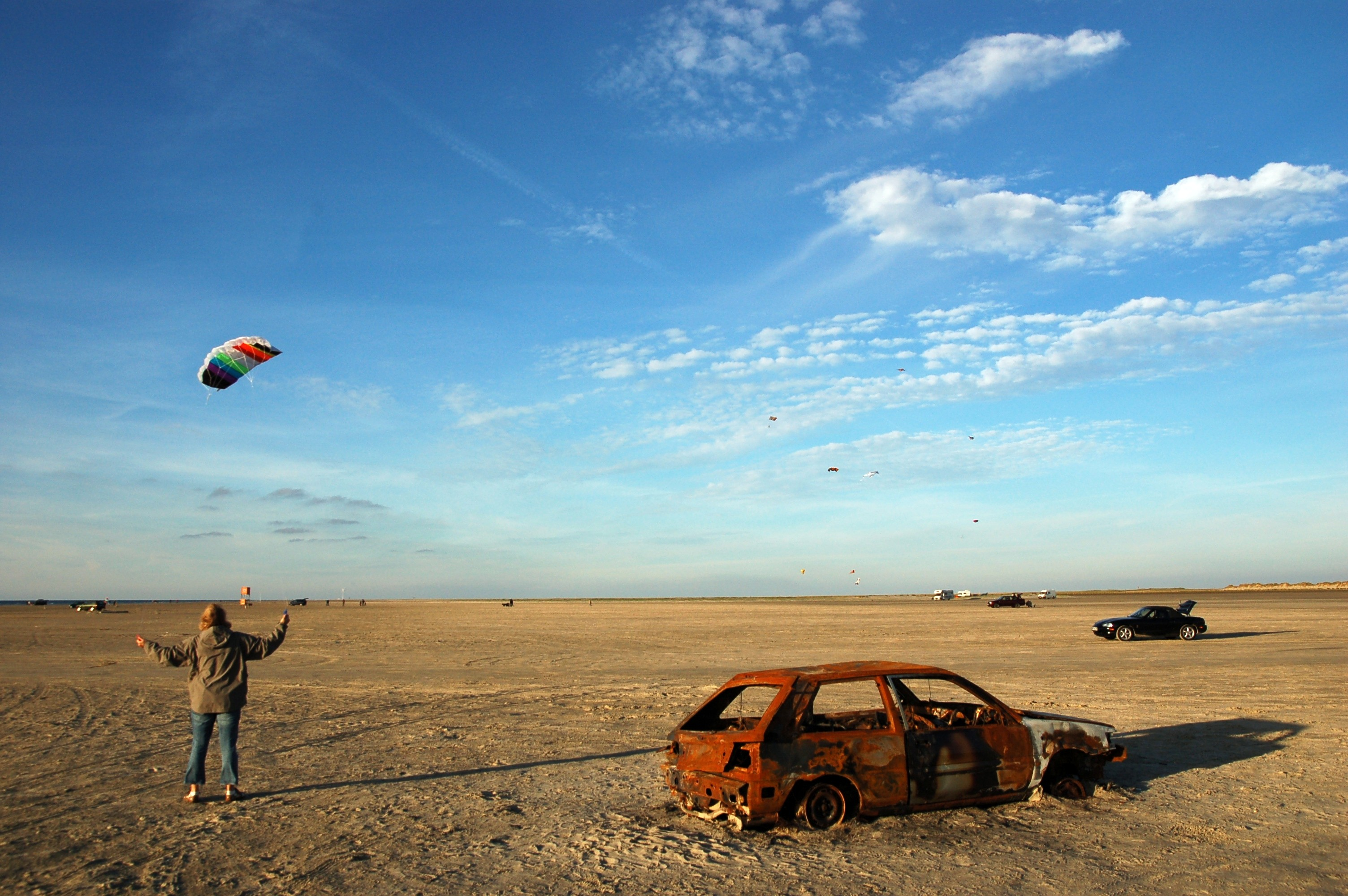
Touristen auf Rømø

Die Küstenlandschaft stellt mit ihrer Flachheit, Konturenlosigkeit und oberflächlichen Kargheit eine Herausforderung für die menschlichen Sinne dar. Bis in das 19. Jahrhundert hinein galt sie als ausgesprochen lebensfeindlich, erst im Zuge der Romantik setzte eine Umdeutung ein, von der auch frühe Seebäder profitierten. Ab den 1860er und 1870er Jahren entdeckten Maler wie Eugen Bracht, Gustav Schönleber und Eugen Dücker die Küstenlandschaft und trugen mit ihren Gemälden die Sehnsucht in die Museen und großbürgerlichen Salons.
Die Konturenlosigkeit galt nun als besonderer Reiz der Weite, die Probleme menschlicher Besiedlung wurden als besondere Naturnähe umgedeutet. So gibt es auch heute noch große Landstriche und Zonen auf dem Wasser, in dem Wasser- und Tiergeräusche die einzigen zu vernehmenden Laute sind. Ungewöhnlich für Mitteleuropa bietet das Wattenmeer noch die Erfahrung echter Dunkelheit.
Pro Jahr suchen derzeit etwa zehn Millionen Touristen das Wattenmeergebiet auf, weitere 30–40 Millionen kommen als Tagesausflügler hinzu. Sie kommen überwiegend aus den Ländern, die selbst am Wattenmeer liegen. Nach Schätzungen hängt ungefähr ein Drittel aller Arbeitsplätze in den Küstengebieten am Wattenmeer am Tourismus.
Außerhalb der Ruhezonen der Nationalparks und Naturschutzgebiete und besonders abgesperrter Bereiche ist das Wattenmeer der Allgemeinheit zugänglich. Das Wattenmeer besitzt einerseits durch die Weite seiner Landschaft und andererseits durch die Ruhe und seine saubere jodhaltige Luft einen großen Erholungswert. In zahlreich angebotenen geführten Wattwanderungen werden die Besonderheiten dieses geschützten Naturraums von erfahrenen Wattführern erläutert.

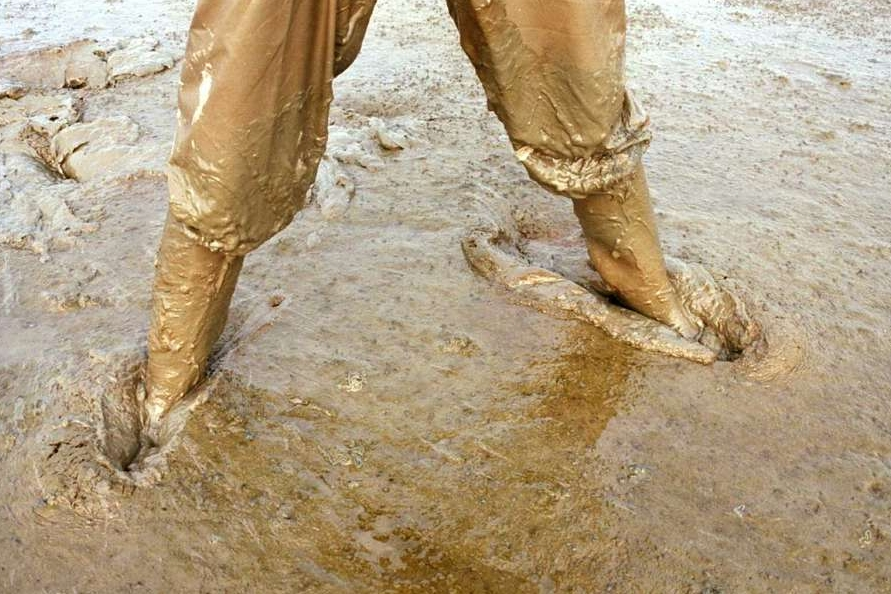
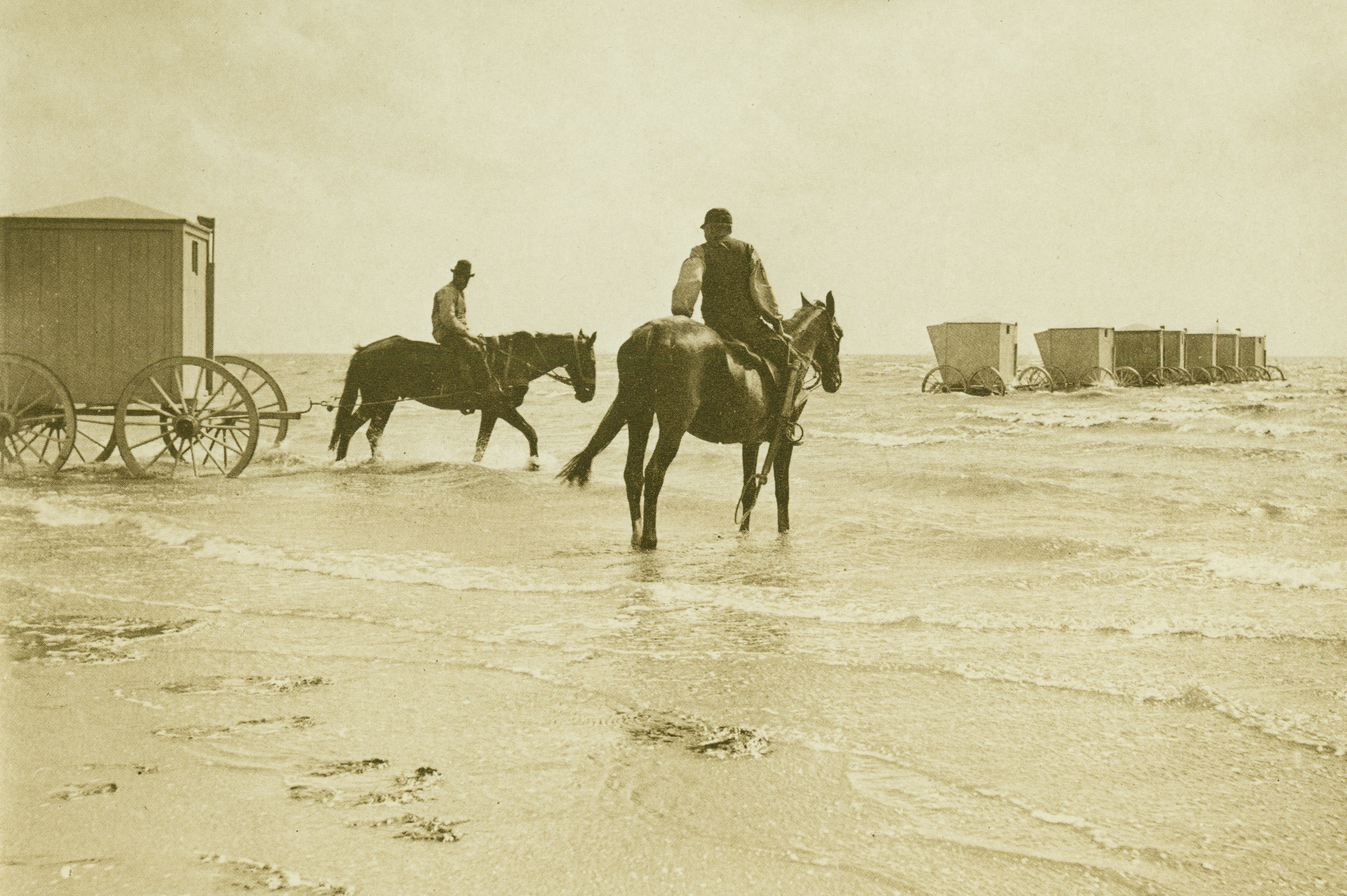
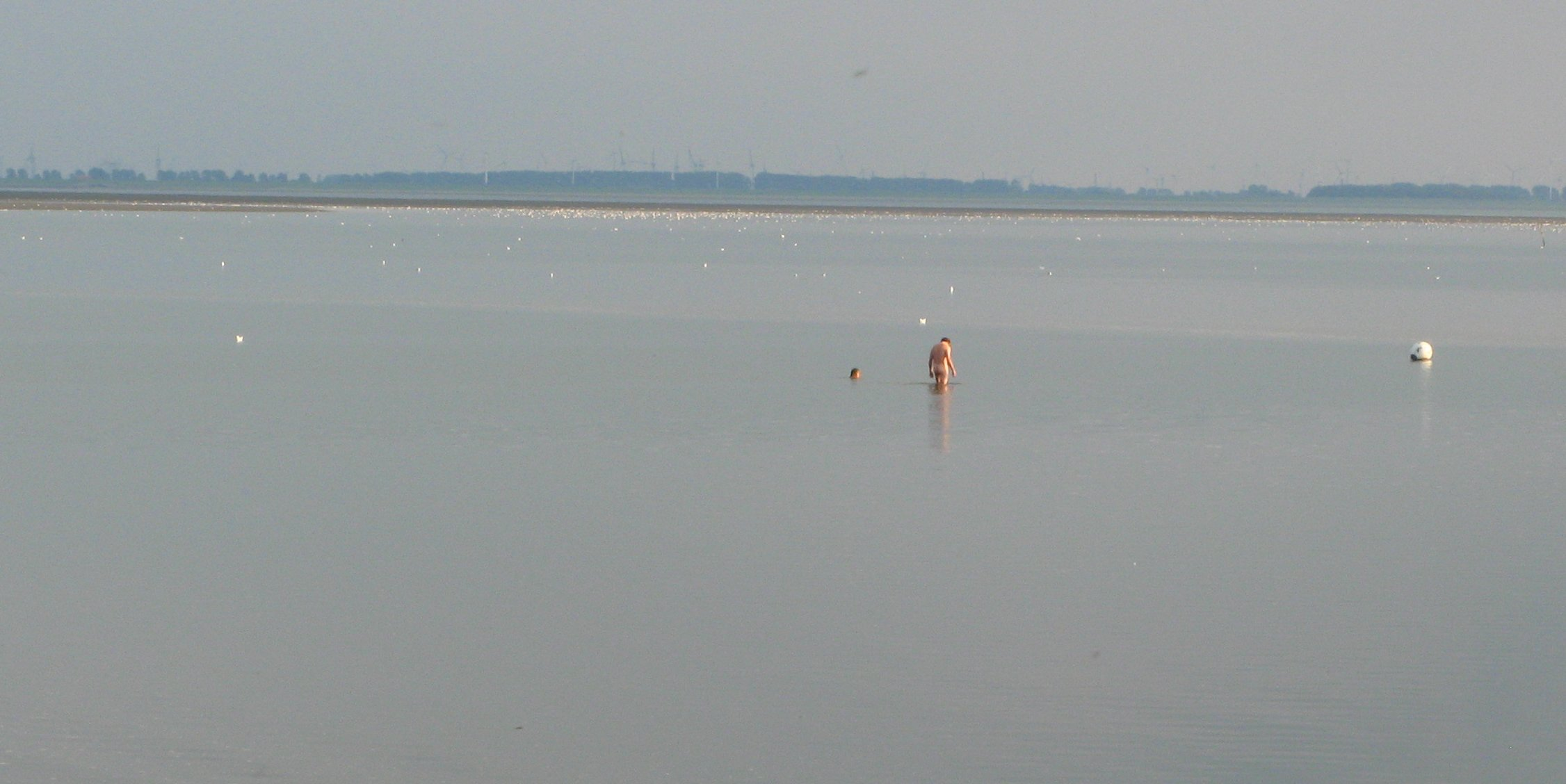
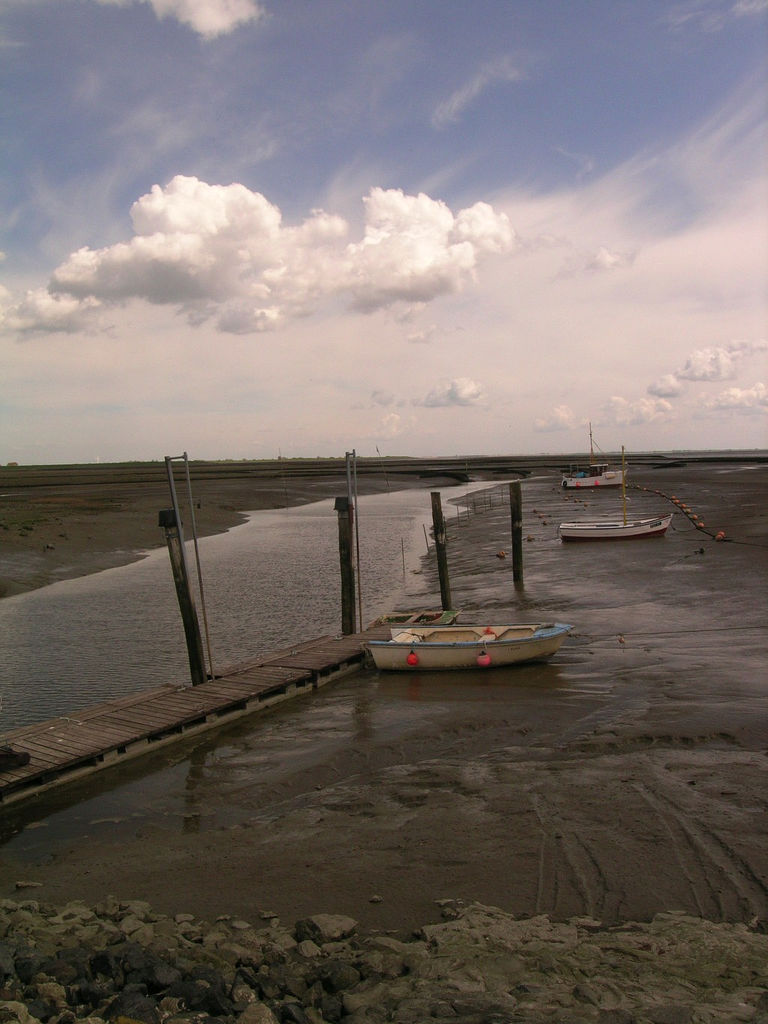

### Naturschutz

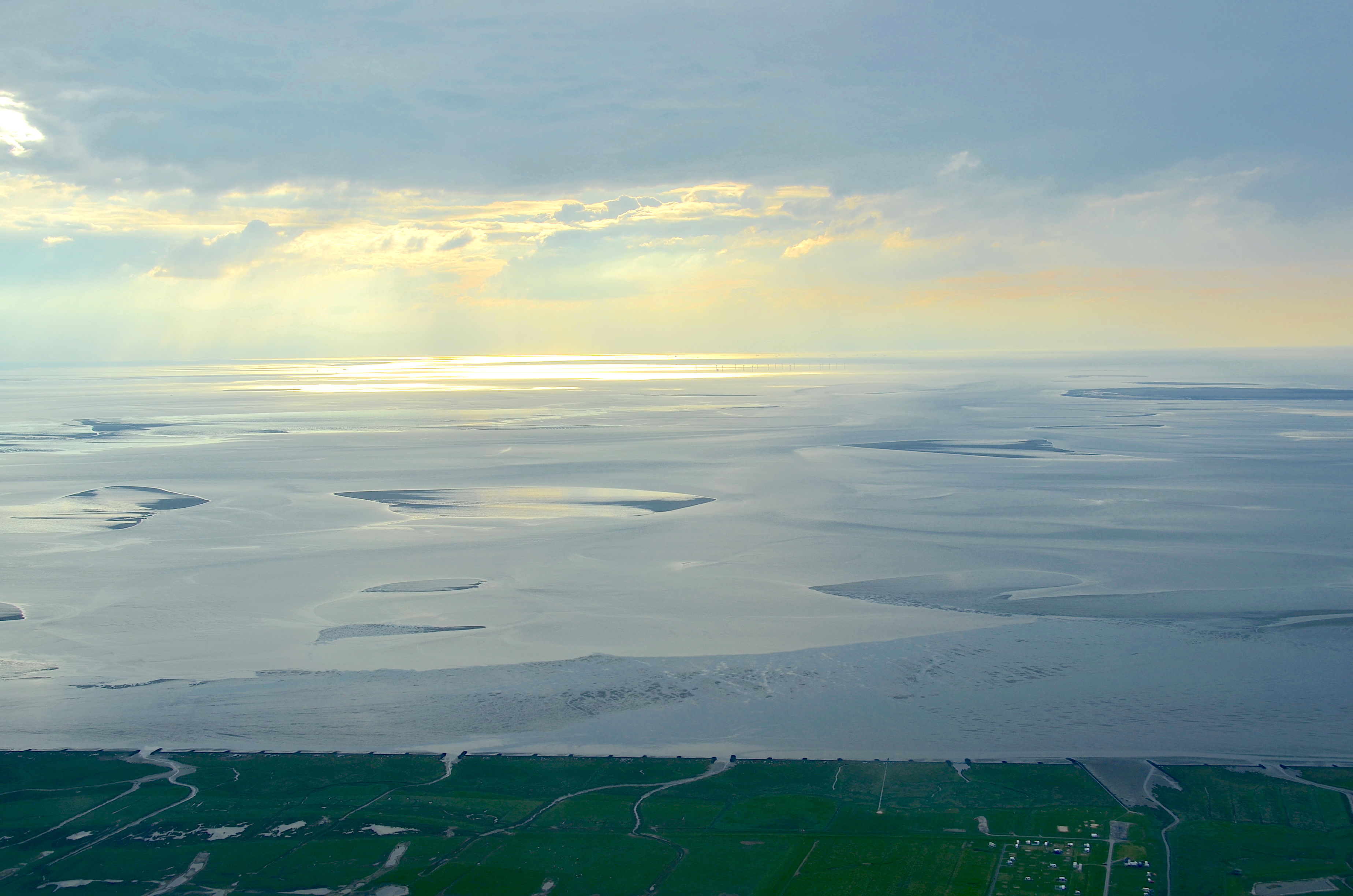
Sandbänke im Nationalpark Niedersächsisches Wattenmeer

Aufgrund der Einzigartigkeit des Wattenmeeres und einer seit der zweiten Hälfte des 20. Jahrhunderts gewachsenen Aufmerksamkeit für die Bedrohung des Systems durch menschliche Nutzungen wie Tourismus, Fischerei und Schifffahrt unterliegt das Wattenmeer einer Reihe internationaler Schutzabkommen, die durch diverse nationale Naturschutzmaßnahmen ergänzt werden.
Als erster Schritt hierzu wurde 1978 von Dänemark, Deutschland und den Niederlanden das Wattenmeersekretariat (CWSS) gegründet. Die trilaterale Zusammenarbeit mündete 1982 in der Gemeinsamen Erklärung zum Schutz des Wattenmeers.
Über ein Drittel des Gebiets ist Natura-2000-Gebiet, das aus Schutzgebieten nach der FFH-Richtlinie von 1992 und der Vogelschutzrichtlinie von 1979 besteht. Die größten Teile des Wattenmeers unterliegen der Ramsar-Konvention. Bis auf einige Schifffahrtswege unterliegt das gesamte Wattenmeer verschiedenen nationalen Schutzregimes.
Die Niederlande wiesen 1981 das Wattenmeer als Staatsnaturmonument aus, Nationalparks im niederländischen Wattenmeer sind der Nationalpark Schiermonnikoog und der Nationalpark Duinen van Texel. Alle Westfriesischen Inseln haben Naturschutzgebiete. Dänemark bezog das Wattenmeer 1982 in das Naturschutzgesetz ein. 1985 erfolgte im zweiten Anlauf die Einstufung des Schleswig-Holsteinischen Wattenmeeres zum Nationalpark, ein Jahr später folgte auch das Niedersächsische Wattenmeer. Der kleinste Teil des Wattenmeeres, das Hamburgische Wattenmeer, wurde diesem Schutzgebiet erst 1990 hinzugefügt.
1991 trat das von Dänemark, Deutschland und den Niederlanden unterzeichnete Abkommen zur Erhaltung der Seehunde im Wattenmeer in Kraft.
Die UNESCO hat die deutschen und niederländischen Teile des Wattenmeers 1991 als Biosphärenreservat anerkannt und sie somit unter internationalen Schutz gestellt. Über den gemeinsamen Antrag der Niederlande, Niedersachsens und Schleswig-Holsteins, zunächst nicht jedoch Hamburgs und Dänemarks, das Wattenmeer als Weltnaturerbe schützen zu lassen, hat die UNESCO am 26. Juni 2009 positiv entschieden. Seit dem 27. Juni 2011 gehört auch das Hamburgische Wattenmeer, seit 2014 auch das dänische Wattenmeer zum UNESCO-Weltnaturerbe „Wattenmeer“. Das Wattenmeer fällt des Weiteren unter Anlage V des MARPOL, so dass jegliche Schadstoffeinleitung vom Schiff aus verboten ist. 2001 bestimmte es die IMO zusätzlich als Particularly Sensitive Sea Area (PSSA), was der Schifffahrt weitere Einschränkungen zugunsten des Umweltschutzes auferlegt.
Das Naturschutzgebiet des Wattenmeers enthält auch wichtige Merkmale des kulturellen Erbes von Geschichte und Gegenwart, so die Landschaft der Inseln, Halligen und Moore, die friesische Sprache und regionale Traditionen sowie überschwemmte archäologische Spuren zahlreicher Schiffswracks aus dem Mittelalter und der frühen Neuzeit. Tausende von Wohnhügeln und weitläufige Gräben (teils natürlichen, teils künstlichen Ursprungs) im Wattenmeer sind archäologische und visueller Belege für eine fast 3000 Jahre zurückreichende Siedlungsgeschichte. Seit etwa 1000 n. Chr. erfolgte eine gezielte Wasser- und Landschaftspflege mittels Deichsystemen und des Salzabbaus.

### Biodiversität, Klimaschutz und Ökosystemleistungen
Forscher sehen das Wattenmeer zunehmend gefährdet und prognostizieren eine Einschränkung der durch den Naturraum gewährleisteten Ökosystemdienstleistungen, sofern keine weiteren Gegenmaßnahmen unternommen werden.